# Schlacht um Timor
1. Borneo – Tarakan – Celebes – Balikpapan (See) – Balikpapan (Land) – West-Borneo – Samarinda (Ost-Borneo) – Banjarmasin (Süd-Borneo) – Ambon – Straße von Makassar – Sumatra – Palembang – Badung – Timor – Bali – Riau-Inseln – 1. Javasee – Sundastraße – Java – 2. Javasee – Niederländisch-Neuguinea – Kleine Sundainseln – Molukken – 2. Borneo
1941

Thailand – Malaiische Halbinsel – Pearl Harbor – Hongkong – Philippinen – Guam – Wake – Force Z – Borneo
1942

Burma – Rabaul – Singapur – Sumatra – Timor – Australien – Java – Salamaua–Lae – Bougainville/Buka – Shortland-Inseln – Indischer Ozean – Port Moresby – Tulagi – Korallenmeer – Midway – Nordamerika – Buna-Gona – Kokoda-Track – Nauru/Ocean Island
Die Schlacht um Timor (englisch Battle of Timor) fand im Pazifikkrieg 1942 bis 1943 während des Zweiten Weltkrieges statt. Auf der südostasiatischen Insel Timor bekämpften die Alliierten, hauptsächlich australische und niederländische Truppen, die japanischen Invasoren im Jagdkampf. Viele Einheimische und portugiesische Kolonisten unterstützten die Alliierten, versorgten sie mit Lebensmitteln oder boten Obdach. Andere Timoresen unterstützten die Japaner in der Hoffnung, die koloniale Herrschaft der Europäer abschütteln zu können.
Die Versorgung der alliierten Truppen erfolgte durch Flugzeuge und Boote, die in Darwin, 650 Kilometer jenseits der Timorsee, stationiert waren. Durch die Kämpfe wurde eine komplette japanische Division für mehr als sechs Monate auf Timor gebunden. Die Kommandoaktionen der Alliierten wurden am 10. Februar 1943 beendet, als der letzte australische Soldat aus Timor evakuiert wurde. Die Timoresen führten den Widerstand weiter. Den Vergeltungsmaßnahmen der Japaner fielen Zehntausende von Timoresen zum Opfer.

## Vorbereitungen

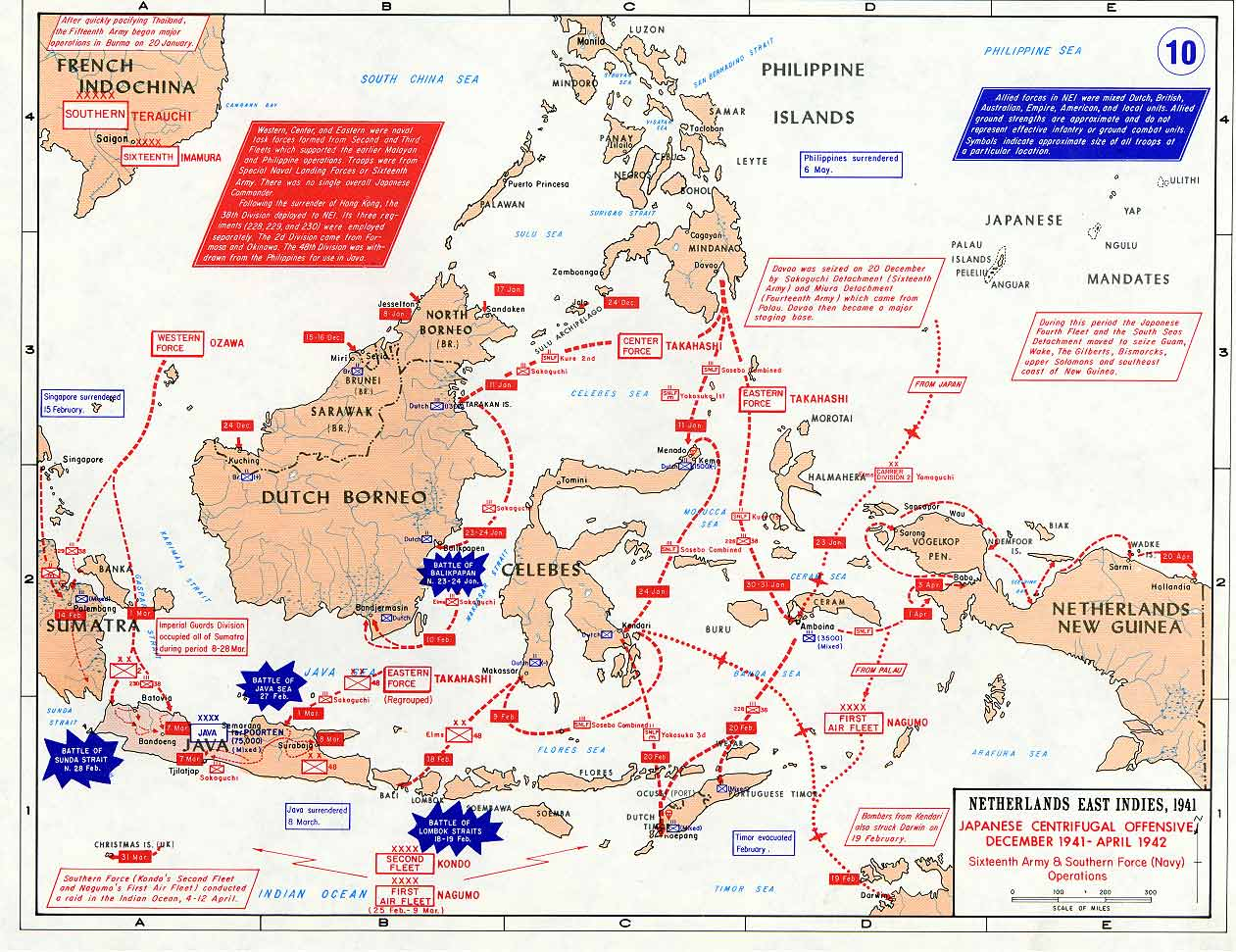
Situation in Südostasien 1941–1942

Westtimor war 1941 Teil Niederländisch-Indiens, während der Osten die Kolonie Portugiesisch-Timor bildete. Portugal hatte sich im Zweiten Weltkrieg für neutral erklärt. Entsprechend hatte Japan Portugiesisch-Timor zunächst nicht in seiner Strategie miteinbezogen, auch wenn mehrere japanische Agenten in der Kolonie tätig waren. Tokio profitierte durchaus von strategischen Informationen, die es über diplomatische Wege aus Lissabon erhielt. Entsprechend wollte Japans Ministerpräsident Hideki Tojo keine Unterbrechung der Beziehungen. Zudem war Japans Verbündeter Deutschland auf Materiallieferungen aus Portugal angewiesen, weswegen es Tokio anwies, hier keine Komplikationen zu verursachen. Niederländisch-Timor war dagegen ein klares Ziel der japanischen Expansion.
Im Dezember 1941 baten die Niederlande um die Entsendung australischer Truppen nach Kupang, der Hauptstadt des niederländischen Westteils der Insel, und auf die Insel Ambon, entsprechend den Vereinbarungen, die im selben Jahr in Singapur getroffen worden waren. Diese Vereinbarungen trugen den Namen Plenaps für „Plans for the employment of naval and air forces of the associated powers in the eastern theatre in the event of war with Japan“ (deutsch Pläne zur Entsendung von Marine und Luftwaffe der verbündeten Streitkräfte am östlichen Kriegsschauplatz im Falle eines Krieges mit Japan). Aufgrund von Plenaps waren bereits im November 1941 Truppen, inklusive einiger US-amerikanischer Flottenverbände, in Marsch gesetzt worden. Am 10. Dezember verließ eine australische Einheit mit 1402 Mann, die den Namen „Sparrow Force“ erhielt, den Hafen von Darwin an Bord der SS Zealandia und des Hilfskreuzers HMAS Westralia in Richtung Kupang, wo sie am 12. Dezember ankam. Erst kurzfristig entschied man sich, auch nach Ambon Truppen zu entsenden. Die 1090 Mann der „Gull Force“ (deutsch Möwen-Streitkräfte) verließen Darwin am 14. Dezember auf drei niederländischen Frachtern.

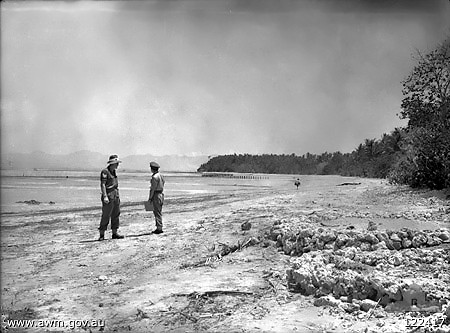
Der Strand bei Usapa Besar. Hier ging die australische Sparrow Force am 12. Dezember 1941 an Land.

Die aus dem 2/40th Battalion der Australian 8th Division (aus Tasmanien) und der 2nd Australian Army Independent Company (die spätere 2/2 Commando Squadron) (Western Australia) bestehende Einheit wurde von Lieutenant Colonel William Leggatt kommandiert. Zu der Sparrow Force kamen noch 650 Mann der Königlich Niederländisch-Indischen Armee (Koninklijk Nederlandsch-Indisch Leger KNIL) unter Lt. Col. Nico van Straten inklusive des Timor-und-Dependenzen-Garnisonsbataillons, einer Kompanie des VIII. Infanteriebataillons, einer Reserveinfanteriekompanie, eines Maschinengewehrzugs des XIII. Infanteriebataillons und einer Artilleriebatterie. Die Landstreitkräfte wurden durch 12 leichte Bomber vom Typ Lockheed Hudson des No. 2 Squadron der Royal Australian Air Force (RAAF) und ein 189 Mann starkes Kontingent der britischen 79th Light Anti-Aircraft Battery der Royal Artillery ergänzt, die bereits bei der Luftschlacht um England gekämpft hatten. Die alliierten Truppen wurden um das strategisch wichtige Flugfeld von Penfui stationiert. Es diente als zentrales Verbindungsglied zwischen Australien und den amerikanischen Truppen, die auf den Philippinen unter General Douglas MacArthur kämpften. Einige Einheiten waren auch in Klapalima, Usapa Besar, Babau stationiert. Die Versorgungsbasis der Sparrow Force lag weiter östlich in Champlong.

## Einmarsch der Alliierten in Portugiesisch-Timor
Portugal hatte bis zu diesem Zeitpunkt jegliche Zusammenarbeit mit den Alliierten abgelehnt und plante stattdessen, 800 seiner Soldaten aus Mosambik nach Portugiesisch-Timor zu bringen, um die Kolonie gegen eine mögliche japanische Invasion zu schützen. Die Alliierten sahen aber ihre Flanke gefährdet. Die portugiesische Kolonie könnte als Basis für Angriffe auf das 600 Kilometer entfernte Darwin genutzt werden. In Dili, der Hauptstadt Portugiesisch-Timors hatte Australien bereits im Dezember 1940 David Ross als Qantasvertreter entsandt, 1941 wurde er zusätzlich britischer Honorarkonsul. Seine Hauptaufgabe bestand aber in der Aufklärung japanischer Tätigkeiten in der portugiesischen Kolonie. Japan engagierte sich in dieser Zeit bereits stark in der osttimoresischen Wirtschaft und eröffnete 1941 in Dili ein Konsulat. Ross konnte zusammen mit dem Marinegeheimagenten Lieutenant Whittaker schnell Erfolge bei seiner Arbeit verzeichnen. Innerhalb weniger Tage etablierten sie einen geheimen Kanal für tägliche Funkmeldungen nach Darwin. Ross entdeckte ein geheimes japanisches Flugfeld, japanische U-Boot-Aktivitäten und ein geheimes Waffenlager auf dem japanischen Seeflugzeugtender Nanyei Maru. Die europäische Bevölkerung ordnete Ross nach Unterstützer und Gegner der Achsenmächte. Auch andere australische Agenten und der als Agent arbeitende niederländische Journalist Stuinnrs warnten deutlich, dass man sich um Portugiesisch-Timor kümmern müsse. Im September 1941 erklärte das australische Kabinett, dass eine japanische Invasion Portugiesisch-Timors möglich sei und forderte Großbritannien auf, Pläne für eine australisch-niederländische „Präventiv-Invasion“ der portugiesischen Kolonie vorzubereiten. Am 11. und 12. Dezember sandte der britische Secretary of State for Dominion Affairs Robert Gascoyne-Cecil zwei geheime Telegramme an Australiens Premierminister John Curtin. Auch in diesen wurde eine vorbeugende Maßnahme in Portugiesisch-Timor vorgeschlagen. Gascoyne-Cecil stellte es so dar, als hätte Portugal dieser bereits zugestimmt. Die australische Regierung entschied daraufhin, alliierte Streitkräfte auch nach Portugiesisch-Timor zu schicken.

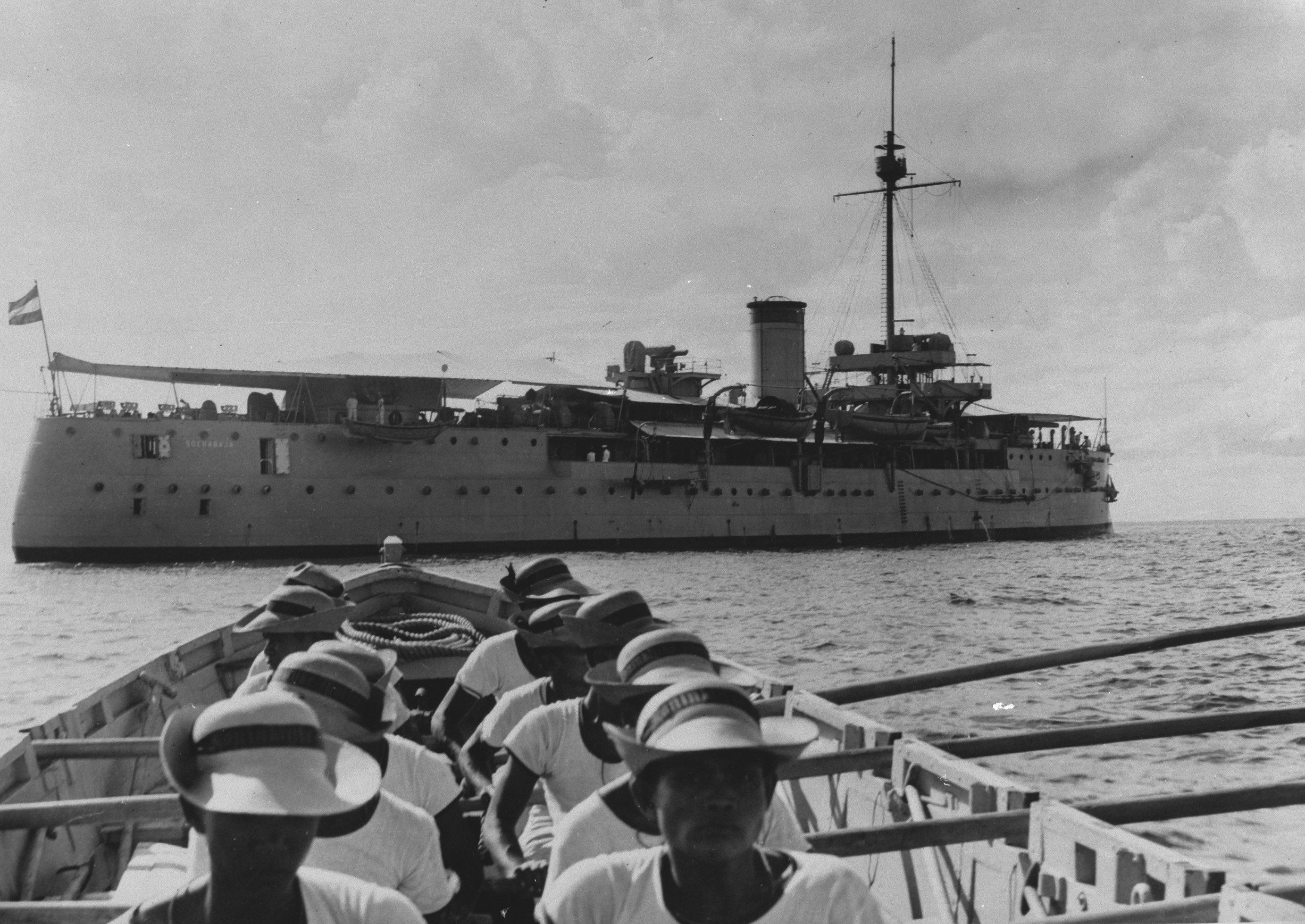
Das niederländische Küstenpanzerschiff Soerabaia

Am 15. Dezember verließ das alte niederländische Küstenpanzerschiff Soerabaia Kupang mit 200 niederländischen und 200 australischen Soldaten. Am 17. Dezember erreichte es Dili. Offiziere gingen als Unterhändler an Land und baten Manuel de Abreu Ferreira de Carvalho, den Gouverneur Portugiesisch-Timors, um die Erlaubnis, die Truppen anlanden zu dürfen. Carvalho protestierte und versuchte Zeit zu gewinnen, um auf Anweisungen durch seine Regierung über den Telegrafen zu warten. Mittags verloren die Alliierten die Geduld. Die Soerabaia ankerte vor der Küste Dilis, die Truppen wurden an Land gebracht und die 28-cm-Geschütze wurden einsatzbereit gemacht. Die 500 Soldaten der portugiesischen Armee leisteten keinen Widerstand gegen die Australier und Niederländer. Japanische Staatsangehörige wurden inhaftiert und auch Carvalho erklärte sich selbst zum Gefangenen, um das Erscheinungsbild der Neutralität zu wahren, während Portugals Diktator António de Oliveira Salazar gegen die Besetzung bei den alliierten Regierungen protestierte. Lokale Behörden kooperierten aber heimlich mit den Besatzern. Im Januar 1942 wurde der Großteil der niederländischen Truppen unter van Straten und die gesamte 2nd Independent Company unter Major A. Spence nach Portugiesisch-Timor verlegt. Dort wurden sie in kleineren Einheiten auf das Territorium verteilt. Im Januar 1942 bildeten die Truppen auf Timor eine Schlüsselposition in der sogenannten Malay Barrier unter dem American-British-Dutch-Australian Command unter General Archibald Wavell. Weitere australische Unterstützungseinheiten erreichten Kupang am 12. Februar. Mit dabei war Brigadier William Veale, der kommandierender Offizier (CO) der alliierten Truppen auf Timor wurde. Zu diesem Zeitpunkt litten viele Mitglieder der Sparrow Force unter den tropischen Bedingungen und Krankheiten wie Malaria.
In Japan erfuhr man Anfang Januar 1942 von den alliierten Truppenstationierungen in der eigentlich neutralen Kolonie. Diese und die Inhaftierung der japanischen Bevölkerung lieferte dem Kaiserreich den Vorwand zur Intervention. Am 5. Januar präsentierte die Südliche Expeditionsarmee ihre Angriffspläne auf Niederländisch-Timor und berichtete dabei der Regierung von der australisch-niederländischen Invasion in Portugiesisch-Timor. Daher drängte man nun auf einen Angriff auf Dili. Die Entscheidung verzögerte sich, weil Hajime Sugiyama, der Chef des Generalstabes, und Außenminister Shigenori Togo sich in dieser Frage stritten. Sugiyama wollte die Eroberung Portugiesisch-Timors, Togo drängte auf die Respektierung der Neutralität Portugals.
Am 26. und 30. Januar kam es zu ersten Angriffen durch japanische Flugzeuge auf Penfui. Neben der britischen Flak setzte man auch elf Curtiss P-40 der 33rd Pursuit Squadron der United States Army Air Forces von Darwin aus gegen die Angreifer ein. Betreffs Portugiesisch-Timor folgte die japanische Regierung schließlich der Einschätzung der Armee und genehmigte den Angriff auf Dili. Premierminister Tojo und Osami Nagano, Chef des japanischen Marinegeneralstabes stritten noch, ob sich die japanischen Truppen, nach der Vernichtung der alliierten Einheiten in Dili, wieder aus der portugiesischen Kolonie zurückziehen oder es besetzt halten sollten. Schließlich beschloss man, dass die japanischen Streitkräfte bleiben sollten, bis Portugal sein Territorium durch Verstärkung seiner Truppen selbst schützen könnte. Die Entscheidung wurde am 8. Februar an die Südliche Expeditionsarmee weitergeleitet. Noch am selben Tag wurde Dili erstmals von japanischen Bombern angegriffen.

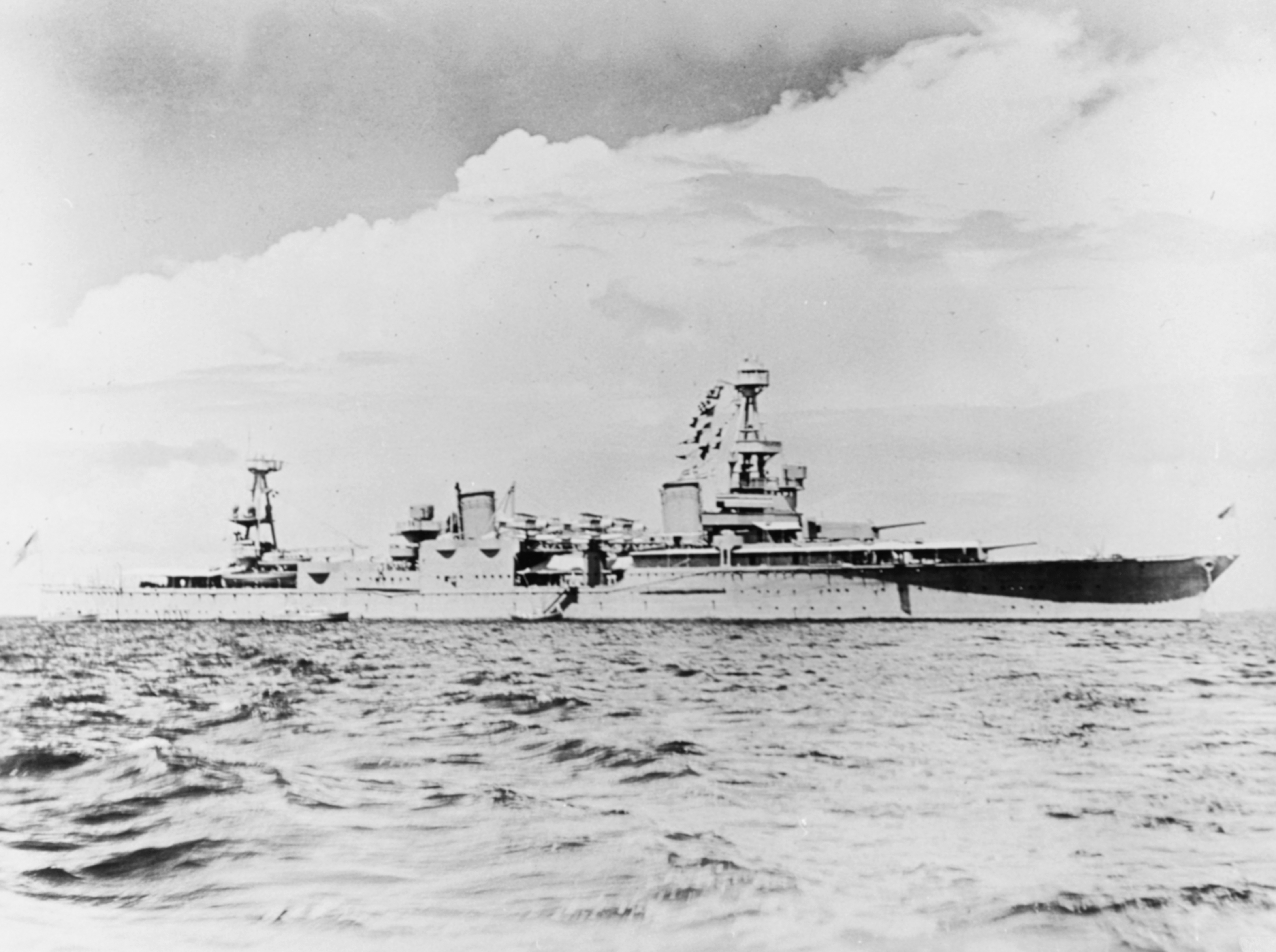
Die USS Houston wurde wenige Wochen vor ihrer Versenkung vor Timor eingesetzt.

Nachdem die Lark Force (deutsch Lerchen-Streitkräfte) am 23. Januar 1942 in Rabaul (Neubritannien) und die Gull Force auf Ambon am 3. Februar durch die Japaner vernichtet worden waren, verstärkte man die Sparrow Force am 16. Februar nochmals mit 189 britischen Mann der Flugzeugabwehr der A & C Troops der 79th Light Anti-Aircraft Battery (Royal Artillery). Bereits einen Tag zuvor hatte ein weiterer alliierter Schiffskonvoi Darwin in Richtung Kupang verlassen. Der Verband bestand aus den Transportern Meigs, Mauna Loa und Portmar der US Army sowie dem australischen Frachter Tulagi und wurde von den Kriegsschiffen Houston, Peary, Swan und Warrego eskortiert. An Bord befanden sich unter anderem das australische Pionierbataillon 2/4 und das 1. Bataillon des 148. Artillerieregiments der US Army. Der Konvoi wurde noch am selben Tag durch ein japanisches Flugboot vom Typ Kawanishi H6K gesichtet und beschattet, bevor es durch den von Kapitän Albert Rooks der Houston angeforderten Jagdschutz (eine Curtiss P-40 der 21st Pursuit Squadron) in Brand geschossen wurde und zur Notwasserung gezwungen war. Das amerikanische Jagdflugzeug wurde bei diesem Luftkampf ebenfalls getroffen und stürzte brennend ins Meer, wobei der Pilot Leutnant Robert J. Buel ums Leben kam. Am nächsten Tag griffen 35 zwei-motorige Bomber vom Typ Mitsubishi G3M und 10 Flugboote vom Typ Kawanishi H6K der 21. Luftflottille die alliierten Schiffe an. Obwohl die japanischen Kampfflugzeuge keine direkten Treffer erzielten, führten Nahtreffer bei allen 4 Transportern zu Lecks (und auf der Mauna Loa waren 3 Verluste zu beklagen), was Kapitän Rooks veranlasste, den Auftrag abzubrechen und nach Darwin zurückzukehren. Weitere Verstärkung für die Sparrow Force blieb nun aus, und Timor war das nächste logische Ziel für die japanische Expansion in Niederländisch-Indien.

## Der japanische Angriff

### Niederländisch-Timor

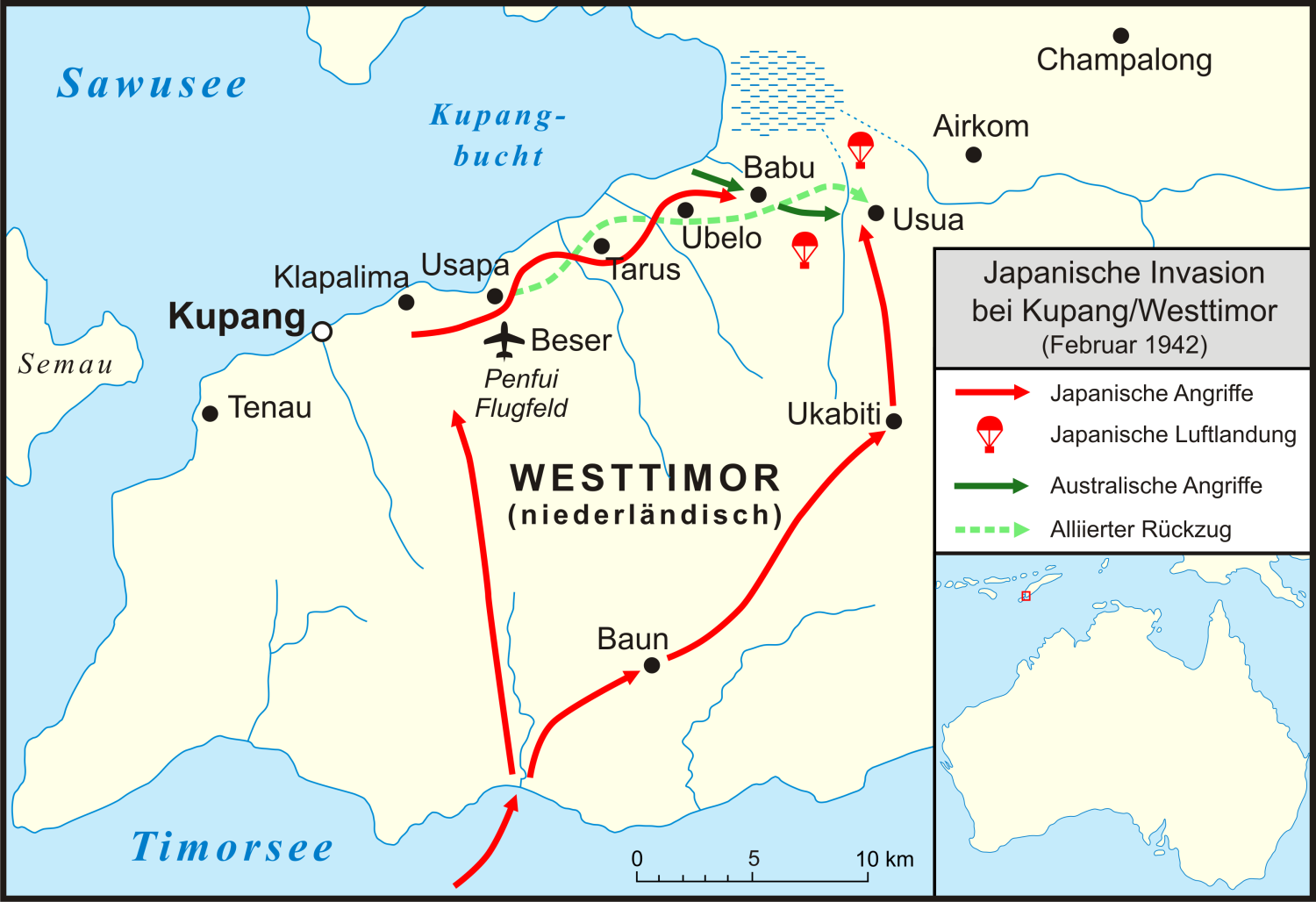
Verlauf der Gefechte im Februar 1942 in der Umgebung von Kupang

Australisches Propagandaplakat

In Westtimor führte Generalmajor Takeo Ito in der Nacht vom 19. zum 20. Februar den japanischen Angriff. Die alliierten Truppen gerieten hier unter schwere Luftangriffe, welche die RAAF zum Rückzug nach Australien zwangen. Den Bombardements folgte die Landung der Hauptmacht des 228. Regimentes mit zwei Bataillonen und 4000 Mann im nicht gesicherten Südwesten der Insel, am Fluss Paha, beim Dorf Batulesa (heute Desa Sumlili, Westkupang). Darüber informiert, zerstörten die Alliierten daraufhin das Flugfeld von Penfui. Die historische Festung Concordia wurde kampflos aufgegeben. Tanketten des Typ 94 TK unterstützten die japanische Infanterie auf ihrem Weg nach Norden, wo sie die niederländischen Stellungen im Westen abschnitten und das 2/40th Bataillon in Penfui angriffen. Lt. Col. Legatt befahl die Zerstörung des Flugfeldes und die sofortige Verlegung des Sparrow-Force-Hauptquartiers nach Osten in Richtung Champlong, aber ein Vorstoß nach Nordosten durch 500 japanische Fallschirmjäger der 3. Yokosuka-Marine-Speziallandungstruppe, einer Fallschirmjägereinheit der Marineinfanterie, hielt den alliierten Rückzug bei Usua – 22 km östlich von Kupang – auf.
Nach längerem Widerstand um das Dorf Babau und der Landung weiterer 300 Fallschirmjäger gab die Sparrow Force das Dorf in der Nacht zum 21. Februar auf und plante, am Morgen nach Osten abzuziehen. In dieser Zeit hatten die Japaner Verteidigungsstellungen mit Gebirgshaubitzen und schweren Maschinengewehren in den Hügeln von Usua errichtet. Nach dem Beschuss mit Mörsern und Maschinengewehren griffen die Australier die japanischen Stellungen direkt an. Im direkten Nahkampf mit Bajonetten wurden bis auf 78 alle der 850 japanischen Fallschirmjäger getötet. Die Sparrow Force hatte nur Verluste von einigen Dutzend Mann zu beklagen.
Die Sparrow Force wurde dann von der japanischen Hauptstreitmacht mit 3000 Mann, Panzern und Artillerie angegriffen. Durch Zerstörung der Brücken konnten sich die Australier auf ihrem Rückzug nach Osten nur eine kurze Atempause verschaffen. Am 23. Februar hatte die Sparrow Force wieder Feindkontakt mit der japanischen Hauptstreitmacht. Beide Seiten gerieten in zwei Bombenangriffe durch japanische Flugzeuge, die unter Australiern und Japanern Tote forderten. Aufgrund Munitionsmangels, fehlender Wasser- und Lebensmittelvorräte und übermüdeter Männer sah sich Leggatt gezwungen, sich bei Irekum am selben Tag zu ergeben. Weitere japanische Truppen landeten schließlich bei Kupang, so dass ihre Zahl in Westtimor auf 22.000 anwuchs.
Das 2/40th Bataillon hatte 84 Tote und 132 Verwundete zu beklagen. Doppelt so viele von ihnen sollten bis zum Kriegsende in der Kriegsgefangenschaft ums Leben kommen. Veale und das Hauptquartier der Sparrow Force waren zum Zeitpunkt der Kapitulation in Tjamplong zusammen mit 290 australischen und niederländischen Soldaten und zogen in Richtung Osten, um sich dort mit der 2nd Independent Company zu vereinigen.
Einen Monat nach der japanischen Invasion war Westtimor völlig unter japanischer Kontrolle und, abgesehen von versprengten alliierten Soldaten, die froh waren, wenn sie sich ergeben konnten, aus japanischer Sicht ein friedlicher Ort.

### Portugiesisch-Timor

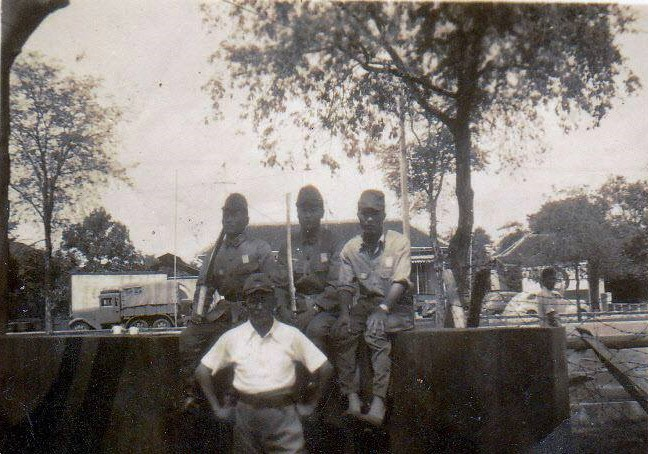
Japanische Soldaten in Dili

In der Nacht vom 19. zum 20. Februar begannen 1500 Mann des 228. Infanterieregiments des Kaiserlich Japanischen Heeres (38. Division der 16. Armee, Südliche Expeditionsarmee) mit der Landung auf Timor unter dem Kommando von Oberst Sadashichi Doi. Zuerst tauchten japanische Schiffe vor Dili auf. Fälschlicherweise hielten die Alliierten diese Schiffe für die erwartete portugiesische Verstärkung, so dass sie vom Angriff vollkommen überrascht wurden. Trotzdem konnte sich die Garnison geordnet zurückziehen. Das Kommando No. 2 Section aus 18 australischen Soldaten tötete am Flugfeld Dilis in den ersten Stunden der Schlacht nach eigenen Angaben etwa 200 Japaner. Die japanische Armee gab ihre Opferzahl mit sieben Gefallenen an. Angaben der einheimischen Bevölkerung unterstützen die australischen Zahlen. Das Fukumi Butai Corps wird beschuldigt, 16 australische Soldaten der No. 7 Section am Tag der Landung der Japaner in Dili ermordet zu haben. Nach der Gefangennahme der Australier an einer japanischen Straßensperre wurden vier sofort erschossen, die anderen zwölf mit dem Schwert hingerichtet. Ein Soldat überlebte die Bajonettstiche, die ihn töten sollten.
Die Australier zogen sich nach Süden in die Berge zurück, und etwa 200 niederländische Soldaten zogen unter van Straten nach Südwesten in Richtung Grenze.
Gouverneur Carvalho berichtet vom Tag der Invasion, dass japanische Truppen die Regierungsgebäude besetzten und sie, ebenso wie einheimische Timoresen, Regierungseinrichtungen, wohlhabende Bürger und chinesische Läden ausraubten. Einige chinesische Läden blieben, nach Beobachtungen Carvalhos, verschont. An ihre Türen hatten die Besitzer mit Kreide chinesische Schriftzeichen geschrieben. Carvalho nannte das Geschehen eine „wahre Hölle“.
Im Juli 1942 verlegte Carvalho seinen Amtssitz in das östlich gelegene Baucau.

## Die Kommandoaktionen

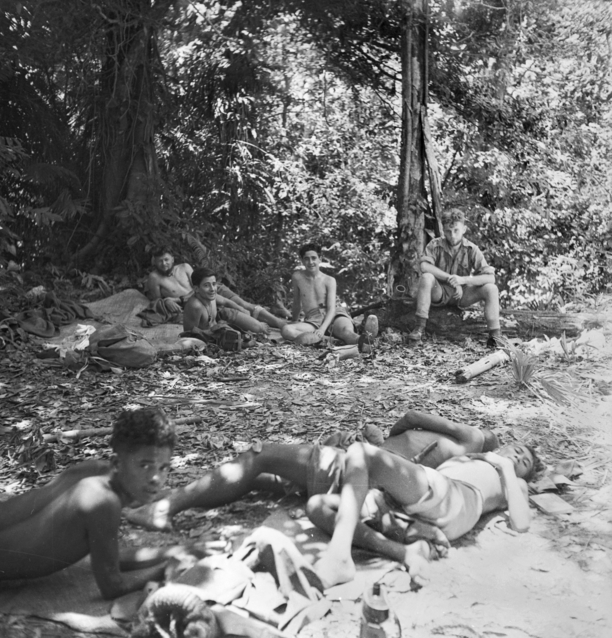
Australische Guerrilleros in einem Lager im Dschungel von Timor

Zwischen der Kapitulation in Irekum und dem 19. April 1942 war die Verbindung der Sparrow Force nach Australien abgebrochen. Ende Februar kontrollierte Japan den Großteil Westtimors und das Gebiet um Dili im Nordosten. Der Süden und der Osten blieben aber für die Japaner ein gefährliches Gebiet, da die 2nd Independent Company in den Bergen Portugiesisch-Timors damit begonnen hatte, Angriffe auf die Japaner auszuführen. Unterstützt wurden die Australier durch timoresische Führer, Träger und Kämpfer, die Criados (Creados) genannt wurden. Meist waren die Criados Jungen um die 13 Jahre alt, die Augen und Ohren für die Australier waren und auch bei der Nahrungsmittelbeschaffung wichtig waren. Timoresische Bergponys wurden als Lasttiere verwendet. Schwere Waffen und Fahrzeuge fehlten. Obwohl portugiesische Beamte offiziell neutral und zunächst für die Zivilverwaltung weiter im Amt blieben, lag ihre Sympathie bei den Alliierten. So konnten diese auf das lokale Telefonnetz zurückgreifen, um zu kommunizieren und Informationen über japanische Bewegungen zu sammeln. Anfangs fehlten den australischen Truppen funktionierende Funkgeräte, und sie konnten Australien nicht über ihren weitergehenden Widerstand informieren.
Ganze timoresische Stämme und Clans wurden von den Australiern für den Kampf gegen die Japaner ausgebildet und bewaffnet. Etwa hundert nach Australien evakuierte Portugiesen und Timoresen arbeiteten für das Services Reconnaissance Department. Sie wurden militärisch ausgebildet, teils erhielten sie australische Uniformen und Waffen und kehrten unter australischen Befehl zum Einsatz wieder zurück nach Timor. 14 Timoresen erhielten für die Operationen sogar eine Ausbildung zum Fallschirmjäger, womit sie die ersten portugiesischen Fallschirmjäger überhaupt waren.
Der fehlende Kontakt und damit mangelnder Nachschub führte zu Geldschwierigkeiten bei den australischen Kommandos. So konnte den Criados kein Sold bezahlt werden und man erpresste Einheimische, um Versorgungsgüter zu bekommen. Mit den Australiern kollaborierende Portugiesen raubten Staatsbesitzungen aus, wie zum Beispiel die Radiostation, um Ersatzteile für die alliierten Funkgeräte zu bekommen. Einige chinesische Timoresen fielen den Alliierten und ihren Verbündeten zum Opfer, weil man sie mit Japanern verwechselte.
Der japanische Kommandeur Doi schickte Honorarkonsul David Ross, der bei der Invasion in Gefangenschaft geraten war, Ende März in die Berge, um die Kommandos zur Aufgabe zu überreden. Die Antwort Spences war eindeutig: „Surrender? Surrender be fucked!“ Ross nutzte die Gelegenheit, den Kommandos Informationen über die Aufstellung der japanischen Streitkräfte zu geben und übergab auch eine Urkunde auf Portugiesisch, die jenen, die die Alliierten unterstützten, Erstattung von der australischen Regierung versprach.
Zwischen März und April 1942 nahmen die Kampfhandlungen zu. Timoresische Städte wurden Ziel alliierter Luftangriffe und die Kämpfe in den Bergen von Ermera und Bobonaro wurden heftiger. Im frühen März vereinigten sich Veale und van Straten mit ihren Truppen mit der 2nd Independant Company. Indem einige Bauteile wiederverwertet wurden, konnte ein Funkgerät gebaut und Verbindung mit Darwin aufgenommen werden. Die Australier gaben dem Funkgerät den Spitznamen „Winnie the War Winner“. Den Japanern gelang es nicht, trotz zahlenmäßiger Überlegenheit, im Hochland die Australier zu besiegen, die auf lokale Führer zurückgreifen konnten. Die Australier wiederum konnten die Japaner effektiv verwirren und angreifen, auch dank Angriffe durch portugiesische und timoresische Einwohner. Ende März gelangen sogar alliierte Einfälle und Hinterhalte in Dili, aufgrund japanischer Truppenrotation. Hinzu kamen Behinderungen durch die Rivalität zwischen dem japanischen Heer und der japanischen Marine. Entsprechend waren die japanischen Verluste hoch. Ab Mai warfen australische Flugzeuge Versorgungsgüter für die Kommandos und ihre Verbündeten ab.

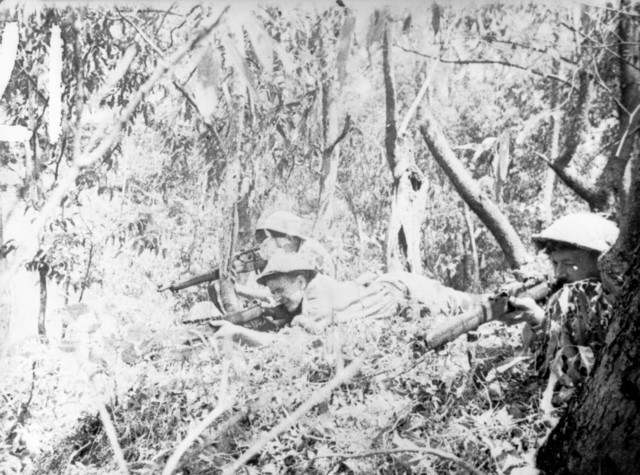
Australische Guerilleros (1942)

Am 14. Mai 1942 griff eine Gruppe von 13 australischen Soldaten das japanische Hauptquartier in Dili an und entkam wieder ohne Verluste. Die Japaner verfolgten die Angreifer in die Berge südlich von Dili. Die Führung der etwa hundert Mann übernahm der „Tiger von Singapur“, ein japanischer Major, dessen wirklicher Name unbekannt ist. Er war ein hoch geachteter Veteran des malaiischen Feldzuges und der Schlacht um Singapur. Am 22. Mai führte der „Tiger“ auf einem weißen Pferd die japanische Einheit nach Remexio, zehn Kilometer südöstlich von Dili. Dort gerieten sie in zwei Hinterhalte einer australischen Patrouille und ihrer portugiesischen und timoresischen Helfer. Neben etwa 30 anderen japanischen Soldaten fiel auch der „Tiger“ einem australischen Scharfschützen zum Opfer. Der Schimmel und die Orden des Japaners hatten ihn zu einem attraktiven Ziel gemacht. Die japanische Einheit musste sich nach Dili zurückziehen.
Am 24. Mai wurden Veale und van Straten an der Südostküste mit einer RAAF-Catalina ausgeflogen. Spence wurde zum Lieutenant Colonel befördert und zum neuen Oberbefehlshaber aller alliierten Truppen auf Timor ernannt. Am 27. Mai führte das Landungsboot der Royal Australian Navy HMAS Kuru erstmals eine Versorgungsmission von Darwin nach Betano in Osttimor aus. Kleine Schiffe und Korvetten fuhren nun immer wieder zur Versorgung der Alliierten diese Route. Allein die Kuru steuerte Betano bis zum 1. Dezember 1942 neunmal an.
Im Juni erhielt General Douglas MacArthur, der alliierte Oberbefehlshaber im Südwestpazifik, einen Bericht von seinem australischen Kollegen General Thomas Blamey. Darin betonte dieser, dass eine alliierte Offensive auf Timor eine große amphibische Landungsaktion mit mindestens einer kompletten Infanteriedivision (etwa 15.000 Mann) benötigen werde. Allerdings waren die dafür benötigten Truppen in die Rückeroberung Neuguineas und die bevorstehende Salomonen-Operationen gebunden. Daher entschied sich Blamey, die Kommandoaktionen auf Timor in dem bisherigen Rahmen weiterzuführen, obwohl MacArthur deren Sinn stets anzweifelte.
Der japanische Kommandeur Doi schickte David Ross im Juni ein weiteres Mal zur Sparrow Force, um sie zur Aufgabe zu überreden. Doi zog Vergleiche mit den Leistungen der Kommandos der Afrikander im Zweiten Burenkrieg und schloss daraus, dass die Alliierten zehnmal so viele Männer bräuchten, um zu siegen. Doi kündigte an, er erwarte Verstärkung und werde nötigenfalls weitere Einheiten aufstellen. Dieses Mal kehrte Ross nicht nach Dili zurück, sondern wurde am 16. Juli nach Australien abkommandiert.

## Die japanische Offensive

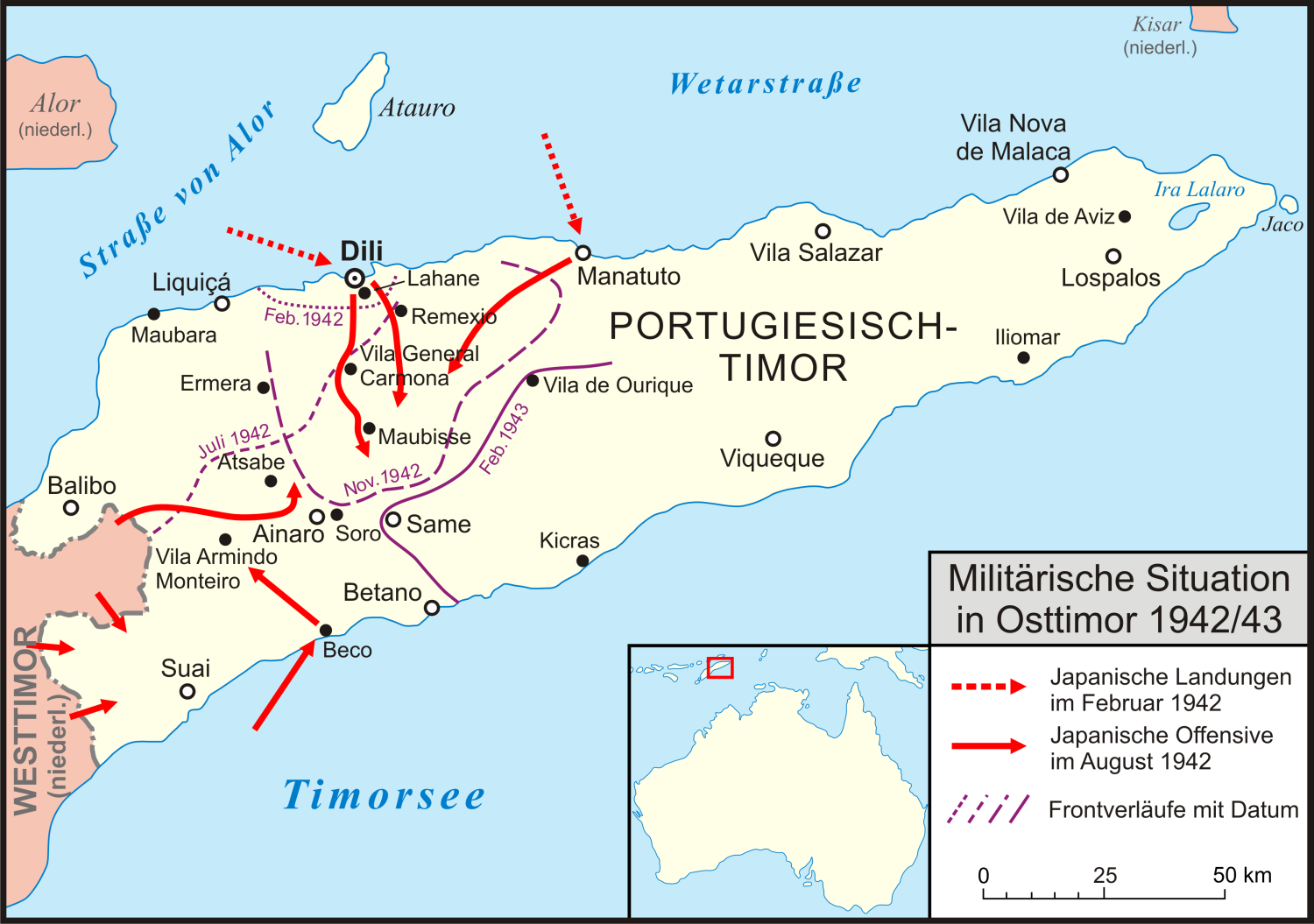
Portugiesisch-Timor 1942/43

Im August 1942 begannen japanische Streitkräfte, timoresische Dörfer, die unter dem Verdacht standen, die Alliierten zu unterstützen, zu bombardieren und niederzubrennen. Eine große Zahl ziviler Opfer war die Folge. Am 18. August wurde Oberst Doi mit der Östlichen Division nach Sumatra verlegt. Dafür kam das 47. Regiment unter Generalmajor Kouichi Yasube nach Timor und im Dezember die gesamte 48. Division unter Generalleutnant Yuichi Tsuchihashi, der nun die Operationen auf der Insel führte. Starke japanische Verbände stießen nach Süden vor, zwei von Dili, eine von Manatuto aus. Ein weiterer Verband griff von Westtimor aus niederländische Stellungen im südlichen Zentrum der Insel an. Die Offensive endete am 19. August. Die Japaner hatten nun den Bergort Maubisse im Zentrum Timors und den südlichen Hafen Beco unter ihre Kontrolle gebracht. Die Australier hatten ihr Hauptquartier in Alas errichtet, das im August und September 1942 mehrmals von den Japanern bombardiert wurde.

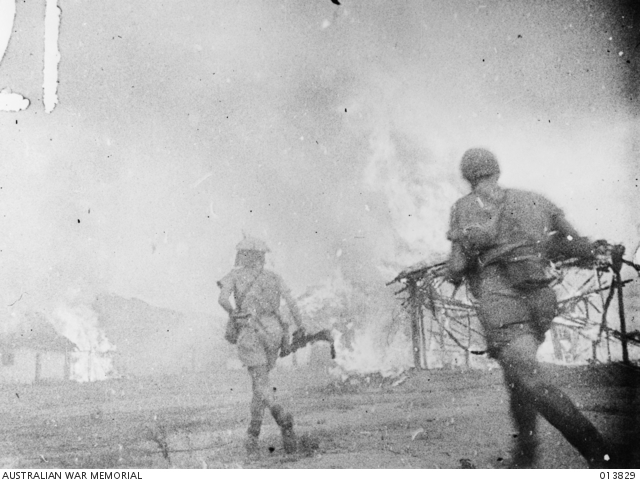
Australische Soldaten brennen das timoresische Dorf Mindelo nieder, damit es nicht als japanische Basis genutzt werden kann. (Nov./Dez. 1942)

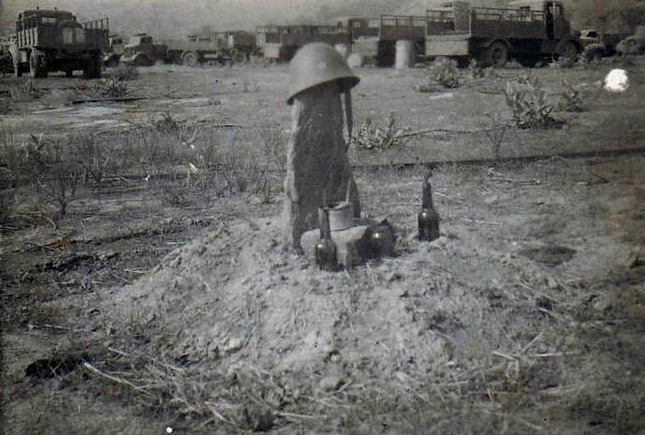
Grab eines japanischen Soldaten in Dili

Im September 1942 trafen die Hauptkräfte der japanischen 48. Division ein und übernahmen in Timor die führende Rolle. Auch Australien wollte seine Truppen auffrischen. Am 23. September 1942 sollte die 2nd Independent Company durch die 2/4th Independent Company (Lancer Force) ersetzt werden. Der Zerstörer Voyager brachte 450 Soldaten nach Betano und sollte 600 Mann aufnehmen. Durch starke Strömung lief die Voyager aber am Strand auf Grund. Die Bergung war unmöglich. Nachdem ein japanisches Flugzeug abgeschossen worden war und Bomber am nächsten Tag angegriffen hatten, wurde die Besatzung der Voyager in der Nacht darauf an Bord der Korvetten Kalgoorlie und Warrnambool gebracht. Die Voyager wurde gesprengt. Ihre Überreste liegen noch heute bei Betano. Ein Vorstoß der Japaner von Dili aus erreichte am 27. September Betano, konnte dort aber nichts mehr ausrichten.
Im November drehten der Filmemacher Damien Parer und der Kriegsberichterstatter Bill Marien den Film Men of Timor, der viel Aufsehen in den verbündeten Ländern erregte. Lt. Col. Spence wurde am 11. November abkommandiert und der Kommandant der 2nd, Major Bernard Callinan, wurde zum Kommandeur der Alliierten auf Timor. In der Nacht vom 30. November zum 1. Dezember führte die australische Marine eine Landungsaktion bei Betano durch. Frische niederländische Truppen sollten an Land gesetzt und 190 niederländische Soldaten und 150 portugiesische Zivilisten in Sicherheit gebracht werden. Das Landungsboot Kuru diente als Fähre zwischen dem Ufer und den beiden Korvetten HMAS Armidale und HMAS Castlemaine. Die Armidale wurde dabei von japanischen Flugzeugen bei Betano versenkt. 40 australische Besatzungsmitglieder und 60 Soldaten der niederländischen Ostindienarmee starben dabei. Insgesamt wurden während des Krieges 300 portugiesische Frauen und Kinder von der alliierten Marine von Timor nach Australien gebracht.
Ende 1942 hatte Japan 12.000 Soldaten auf Timor, was eine Rückeroberung durch die Alliierten unmöglich machte. Das australische Oberkommando schätzte, dass man nun dafür drei Divisionen und starke Unterstützung von See- und Luftstreitkräften brauchte. Die australischen Kommandoeinheiten hatten zudem immer öfter Feindkontakt und den Japanern gelang es immer mehr, sie von den einheimischen Unterstützern abzuschneiden. Außerdem war die australische Armee in eine Reihe verlustreicher Schlachten bei Buna in Neuguinea verwickelt. Es fehlten die Ressourcen, die Operationen auf Timor weiterzuführen. Man begann daher Anfang Dezember, die Aktionen dort nach und nach einzustellen.
Die Letzten der ursprünglichen Sparrow Force wurden bis auf einige wenige Offiziere zusammen mit portugiesischen Zivilisten am 11. und 12. Dezember durch den niederländischen Zerstörer Tjerk Hiddes in Sicherheit gebracht. Damit gab es für die Alliierten keine Möglichkeit mehr, Timor zurückzuerobern. Die Japaner hatten alle Ankerplätze an der Nord- und der Südküste Timors inklusive Betano unter ihre Kontrolle gebracht. Inzwischen waren 12.000 japanische Soldaten auf der Insel stationiert. Die alliierten Kommandos gerieten immer häufiger in Feindkontakt. Mit der Fertigstellung des Flugfeldes in Vila de Aviz (heute Fuiloro) konnte Japan nun seine Luftüberwachung bis nach Australien ausdehnen.

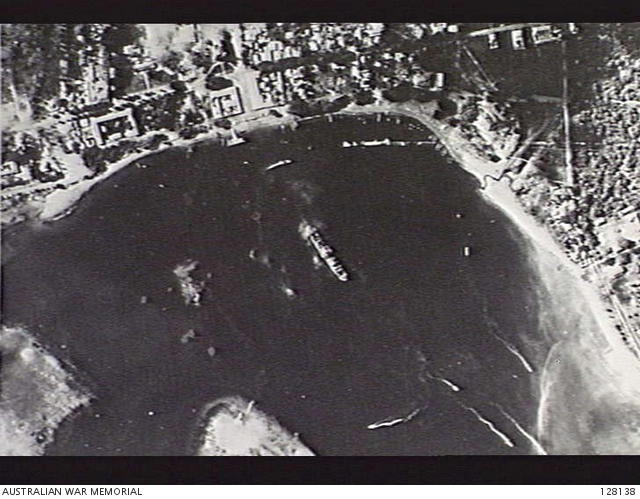
Ein japanischer Transporter im Hafen von Dili, von einem australischen Bomber aus gesehen

In der Nacht vom 9. zum 10. Januar 1943 wurde der Großteil der 2/4th zusammen mit 50 Portugiesen vom Zerstörer HMAS Arunta von Kicras in Sicherheit gebracht. Nur die S Force, ein kleines Aufklärungsteam, wurde zurückgelassen, wurde aber schnell von den Japanern entdeckt. Zusammen mit den Letzten der Lancer Force gelang es der S Force, sich bis zur Ostspitze Timors durchzuschlagen, wo auch die australisch-britische Z Special Unit operierte. Die verbliebenen alliierten Truppen wurden schließlich am 10. Februar durch das amerikanische U-Boot USS Gudgeon von Timor gebracht.
In der Guerillaphase kamen 40 Australier ums Leben. Die Verluste der Japaner werden mit 1500 Mann angegeben.
Ab Juni 1943 hatten die Alliierten die totale Lufthoheit über das Gebiet nördlich von Australien gewonnen. Praktisch jedes japanisches Versorgungsschiff in den Gewässern wurde versenkt, so dass für die japanische Armee weder weitere Offensiven, noch eine Evakuierung von Timor in Frage kamen. Japanische und taiwanesische Quellen bezeichnen Timor zu diesem Zeitpunkt daher als „Gefängnisinsel“ für die japanischen Truppen und die dort verbliebenen Europäer. Eine allgemeine schlechte Ernte in ganz Südostasien 1943/1944 und die Versorgungsschwierigkeiten führten zu einer vermehrten Requirierung von Nahrungsmitteln und Vieh bei der Zivilbevölkerung. Folge war eine große Hungersnot, der viele Timoresen zum Opfer fielen. Militärpersonal und timoresische Arbeitskräfte bauten Straßen und legten Mais- und Reisfelder an, um die Versorgungslage zu verbessern. Schätzungsweise 50.000 Timoresen wurden zur Zwangsarbeit herangezogen. Die Hauptstraßen von Kupang nach Lautém und vier Straßen von Nord nach Süd entstanden 1944. Bis 1945 stabilisierte sich auf diese Weise die Nahrungsmittelversorgung.

## Die portugiesische Kolonialverwaltung und die Zivilbevölkerung

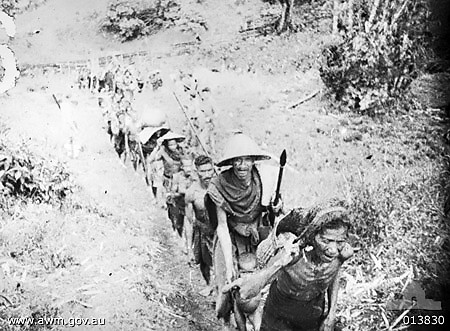
Timoresische Verbündete der Australier haben pro-japanische Timoresen gefangen genommen (Dez. 1942)

Portugal blieb während des Kriegs weiterhin neutral, und die portugiesischen Behörden waren bis zum 9. August 1942 für die Zivilverwaltung in ihrer Kolonie zuständig. Jedoch sympathisierten Portugiesen und Timoresen mit den Alliierten. Über das lokale Telefonnetz wurden Verbindungen gehalten und Informationen über japanische Truppenbewegungen weitergegeben. Weitere Verbindungen zur Außenwelt bestanden für die alliierten Truppen aufgrund des Mangels an funktionierenden Funkgeräten nicht. Andere nahmen direkt an den Kämpfen teil, so die Internationale Brigade, eine antifaschistische Gruppe aus Deportierten (Deportados), oder die Red Brigade, die aus ehemaligen Zeitungsredakteuren, Armeeoffizieren, Kommunisten, Sozialisten und sogar Liberalen bestand. Insgesamt etwa 600 Timoresen und Portugiesen kämpften aktiv auf Seiten der Australier. Ein bekanntes Beispiel für einheimische Widerständler war der portugiesische Deportierte Manuel Viegas Carrascalão, der wegen seines Kampfes gegen die Japaner zwei Jahre in ein Gefangenenlager kam. Zur Belohnung erhielt Carrascalão nach dem Krieg eine Kaffeeplantage, die heute noch im Familienbesitz ist.
In der australischen Militärmythologie wurde die Neutralität des portugiesischen Gouverneurs Ferreira de Carvalho oft in Frage gestellt. Am 20. Februar 1942 traf der japanische Konsul Kuroki den Gouverneur, um die Frage der portugiesischen Neutralität zu erläutern. Carvalho sah in der japanischen Besetzung eine Verletzung der Neutralität, der Konsul war der Meinung, dass die Neutralität schon durch die Unfähigkeit, die Kolonie vor dem Einmarsch der alliierten Truppen zu schützen, verloren ging. Kuroki betonte, dass nur die Alliierten das Ziel der japanischen Operationen seien und dass man die portugiesische Souveränität und die Sicherheit der Bevölkerung respektiere, solange sie sich „im Krieg neutral“ verhalten würde. Beide Seiten einigten sich darauf, dass die japanischen Truppen wieder abgezogen werden sollten, sobald eine Verstärkung der portugiesischen Truppen die Unabhängigkeit des portugiesischen Territoriums gewährleisten könne. Bis Kriegsende gab es aber trotzdem weder eine portugiesische Truppenverstärkung, noch einen Abzug der Japaner. Die Japaner machten sich letztlich über die Neutralität des Gouverneurs gar nicht lange Gedanken, sondern entmachteten ihn einfach, indem seine Autorität umgangen und die Telegrafenleitung nach Lissabon unterbrochen wurde.
Mitte März wurden zwei portugiesische Bürger von den Japanern verhaftet, wegen Zusammenarbeit mit den Australiern. Carvalho drängte auf die Beachtung der Neutralität, während Oberst Doi darauf bestand, dass er feindlichen Kollaborateuren keine Immunität gewähren könne. Die Japaner verteilten daraufhin ein Flugblatt:

„PROKLAMATION. Das Kaiserreich Großjapan befindet sich jetzt im Krieg mit [den] Niederlanden und auch mit Australien, das Bestandteil des Vereinigten Königreichs ist. Die kaiserlichen japanischen Streitkräfte sind verpflichtet, in Timor die erforderlichen Maßnahmen und Mittel zu ergreifen, sofern die niederländischen und australischen Streitkräfte in diesem neutralen Gebiet stationiert sind. Ich, der Befehlshaber der kaiserlichen japanischen Streitkräfte, fordere und erkläre hiermit Folgendes: (1) Kaiserliche japanische Streitkräfte werden in Portugiesisch-Timor zur Selbstverteidigung im Zusammenhang mit ihren Operationen stationiert. (2) Die portugiesischen Streitkräfte und Nichtkombattanten werden strengstens aufgefordert, jede Operation der japanischen Kaiserlichen Truppen nicht zu behindern oder zu stören.“

Zu diesem Zeitpunkt vertrat Doi noch den Standpunkt, dass die portugiesische Neutralität soweit respektiert wird, dass zwar die Zusammenarbeit mit dem Feind verhindert werden müsste, eine Nutzung der lokalen Bevölkerung für das japanische Militär aber nicht stattfinden sollte. In einem Brief an Gouverneur Carvalho erklärte Oberst Doi schließlich am 7. Mai, dass es zu Kollaboration mit den Alliierten gekommen sei und diese Portugiesen und Timoresen nun als feindliche Gruppen behandelt werden.
Ein japanischer Aktenvermerk vom Juni 1942 beschreibt Carvalho als stur und kompromisslos, da er sich weigerte, auf Forderung der Japaner portugiesische Beamte und timoresische Dienstboten zu bestrafen, und weil er die „Invasionsarmee“ unterstützte, wie die Japaner die Alliierteneinheiten bezeichneten. Der Gouverneur wurde zusammenfassend als großes Hindernis beim Luftkrieg und bei den Verteidigungsoperationen der Japaner angesehen. Am 24. Juni brachten solche Behinderungen Tokio dazu, sich bei Portugals Diktator Salazar zu beschweren, wobei eine Liste der feindlichen Akte, die von portugiesischen Offiziellen und Timoresen verübt worden seien, abgegeben wurde. Doch auch zwei Monate später konnte die lokale japanische Verwaltung keine Veränderung der Situation feststellen.

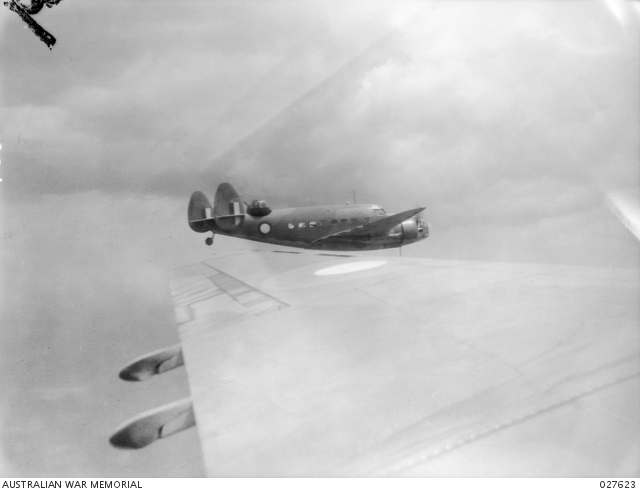
Australische Lockheed Hudson Bomber im Anflug auf Dili (Okt. 1942)

Australische Quellen geben an, dass Japan Anfang August 1942 damit begann, die portugiesische Herrschaft über Osttimor zu zerstören. Portugiesische Posten wurden systematisch bombardiert, mit Japan verbündete Timoresen aus Westtimor wurden ins Land gebracht und trainiert, Propaganda bei der einheimischen Bevölkerung wurde betrieben, proaustralische portugiesische Beamte und Timoresen wurden getötet, eigenes Papiergeld wurde ausgegeben und die Kolonialverwaltung eliminiert. In den Schulen wurde Unterricht auf Japanisch eingeführt. Im Juli 1944 wurden die Reserven der Banco Nacional Ultramarino von den Japanern eingezogen.
Einige Liurai verloren ihre soziale Stellung, andere wurden verfolgt, ebenso die chinesische Minderheit auf Timor. 60 Chinesen wurden getötet, 200 starben aufgrund von Hunger und Misshandlungen. Kollaboration mit den Japanern wurde unterstützt. Beispielsweise erhielten einige Mitglieder der arabischen Gemeinde von Dili Verwaltungsposten oder Anstellungen bei der japanischen Militärpolizei (Kempeitai).
Opfer wurden timoresische Zivilisten aber von Luftangriffen von beider Seiten. So bombardierten zwei bis drei alliierte Flugzeuge ab Ende 1942 Dili einmal pro Woche, ab November sogar täglich, was sowohl japanische als auch timoresische und chinesische Opfer forderte. Hauptziele waren das japanische Konsulat (November 1942), die Radiostation (März 1943), ein portugiesisches Schiff und das Krankenhaus (Februar 1944). Die Bevölkerung hatte bereits im Juni 1942 die Stadt verlassen. 1944 wurde Lautém von der australischen Luftwaffe bombardiert. Weitere Ziele waren Aileu, Lahane, Bobonaro und Kupang. Im Gegensatz zu anderen Gebieten in Südostasien bekam Portugiesisch-Timor keine Entschädigungszahlungen aus Japan.

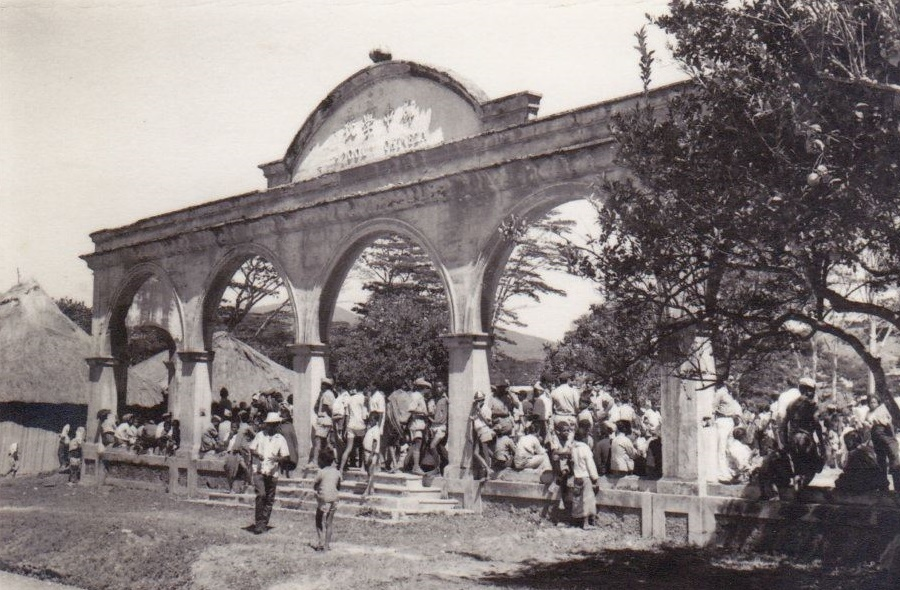
Ruine der Chinesischen Schule in Aileu/Portugiesisch-Timor (1970)

Bereits Anfang März 1942 kam es zu mehreren Vergewaltigungen von timoresischen und chinesischen Frauen durch japanische Soldaten. Bei einem Vorfall versuchten zwei japanische Soldaten eine Mestiça zu vergewaltigen, wurden aber von ihrem Bruder und einem timoresischen Diener getötet. Da das Geschehen nicht gemeldet wurde, wurden die Soldaten offiziell als vermisst registriert. Nachdem Carvalho davon hörte, sorgte er sich in erster Linie um die Sicherheit der europäischen Frauen, als er die Verwaltung von Dili und Aileu anwies, Prostituierte wieder in die Stadt zu bringen. Infolgedessen eröffnete eine private japanische Firma ein Bordell in Dili und brachte dorthin auch Indonesierinnen und Koreanerinnen zum Arbeiten. Aus der portugiesischen Bevölkerung auf Timor gab es heftige Vorwürfe gegen die eigene Kolonialregierung, wegen ihrer Verwicklung in die Rekrutierung der „Trostfrauen“. Zum Schutz der „weißen“ Frauen vor den „farbigen“ Invasoren sollten die timoresischen Herrscher, auf Anordnung der Administration, Mädchen für die Japaner zur Verfügung stellen. Ebenso wurden viele Chinesinnen zur Prostitution gezwungen. Zeugen erzählten, wie die timoresischen Liurais dazu gezwungen wurden, Mädchen für japanische Bordelle zu liefern. Ein portugiesischer Arzt berichtete im Juni 1946: „Ich kenne viele Orte, wo die Japaner die Herrscher der Gebiete zwangen, Mädchen für die Bordelle zu schicken. Sie erpressten die Herrscher, indem sie drohten, weibliche Verwandte von ihnen in die Bordelle zu schicken, falls diese nicht kooperieren.“ Frauen von der heute indonesischen Insel Kisar mussten in einem so genannten „japanischen Restaurant“ in Lautém arbeiten. Timoresen wurden auch zum Bau von Straßen oder Großprojekten wie dem Flugfeld von Lautém (damals Vila Nova de Malaca) herangezogen. Chinesen wurden getrennt von den Timoresen zur Arbeit geschickt. Unter den Arbeitern waren auch Bewohner Kisars.
Die Kemak von Atsabe leisteten passiven Widerstand, indem sie sich weigerten, Zwangsarbeit zu leisten oder Lebensmittel an die Japaner zu liefern. Die Besatzer inhaftierten daher den Liurai Dom Siprianu und sechs seiner Verwandten, die in Erbfolge zu ihm standen. Waren die Besatzer mit dem Verhalten der Bevölkerung unzufrieden, wurden die Geiseln an einen Baum im Dorf angebunden und eine hingerichtet. Alle sieben Geiseln fanden auf diese Weise den Tod. Trotzdem widersetzten sich die Bewohner Atsabes weiterhin und versteckten zum Beispiel auch australische Soldaten.

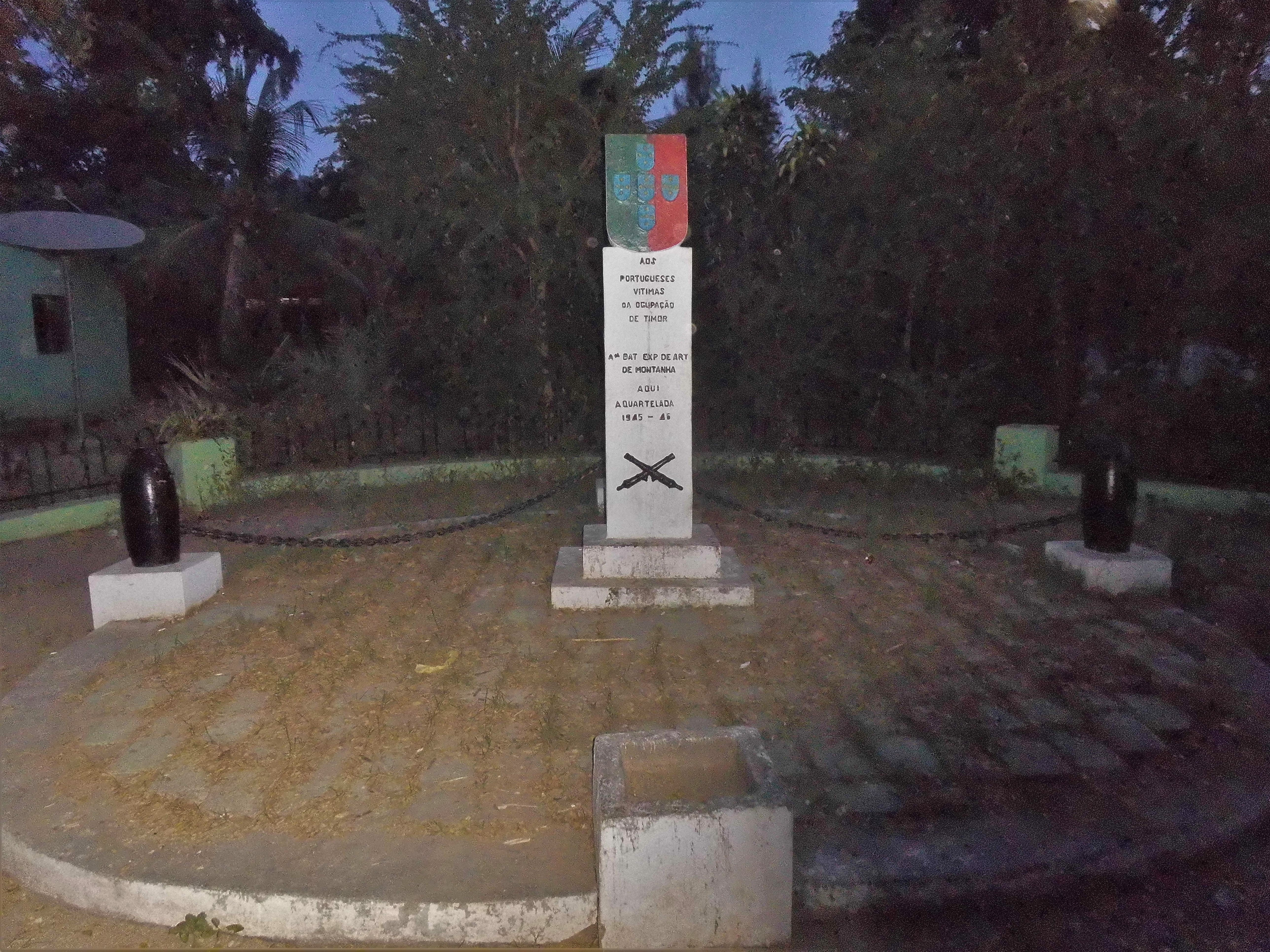
Denkmal für die portugiesischen Opfer der japanischen Besetzung in Taibesi/Dili

Aufgrund der Ereignisse schickte Gouverneur Ferreira de Carvalho eine Nachricht nach Lissabon mit der Bitte, die portugiesischstämmige Bevölkerung zur vorgelagerten Insel Atauro evakuieren zu dürfen. Doch das Schiff mit der Antwort kam nie auf Timor an, und so wurde der Plan nicht umgesetzt. Im Oktober 1942 war es den Japanern gelungen, eine größere Zahl von Timoresen zu rekrutieren. Die timoresischen Hilfstruppen erlitten schwere Verluste im Kampf, da sie oft in vorderster Linie eingesetzt wurden. Auch die Portugiesen wurden immer mehr zur Zusammenarbeit mit Japan gezwungen. Mindestens 26 portugiesische Zivilisten wurden bereits in den ersten sechs Monaten der Besatzung getötet, darunter örtliche Beamte und ein katholischer Priester.
Die ab Mitte 1942 zunehmenden Angriffe durch von Japan unterstützte Timoresen auf portugiesische Verwaltungsbeamte und Zivilisten brachten Gouverneur Carvalho dazu, am 24. Oktober 1942 in einen Brief an den japanischen Konsul in Dili, um Schutz für die europäische Zivilbevölkerung zu bitten. Zunächst lehnten die Japaner dies als Einmischung in die portugiesischen Angelegenheiten ab, stimmten aber zu, als Carvalho vorschlug, die Zivilisten in Liquiçá und Maubara zu versammeln. Der Schutz erwies sich als Internierungslager. Etwa 600 portugiesische Zivilisten und ihre Familien wurden in den beiden Orten versammelt und die letzten Portugiesen entwaffnet. Die Bedingungen in dem Camp waren schlecht, Nahrungsmittel knapp und die Hygienebedingungen aufgrund von Wassermangel unzureichend. Zwar gab es einen portugiesischen Arzt, dem später zwei japanische Ärzte zugeteilt wurden, aber es fehlte an Medikamenten, weswegen viele Portugiesen starben. Im ersten Jahr bewachten japanische Soldaten das Lager, später japanische Kempeitai zusammen mit timoresischen Wachen und Spionen. Nur dem Gouverneur und dem Bürgermeister von Dili wurde eine Gnadenfrist eingeräumt.
Ab dem 1. November überlegte das Alliierte Oberkommando, ob man portugiesische Beamte bewaffnen solle. Dies war zuvor nur inoffiziell geschehen. Ab dem 15. November ordneten die Japaner an, dass alle portugiesischen Zivilisten in neutrale Zonen ziehen sollten. Jene, die sich weigerten, wurden als Verbündete der Alliierten betrachtet. Folge war, dass die Portugiesen verstärkt mit den Alliierten zusammenarbeiteten.

## Timoresen auf Seiten Japans

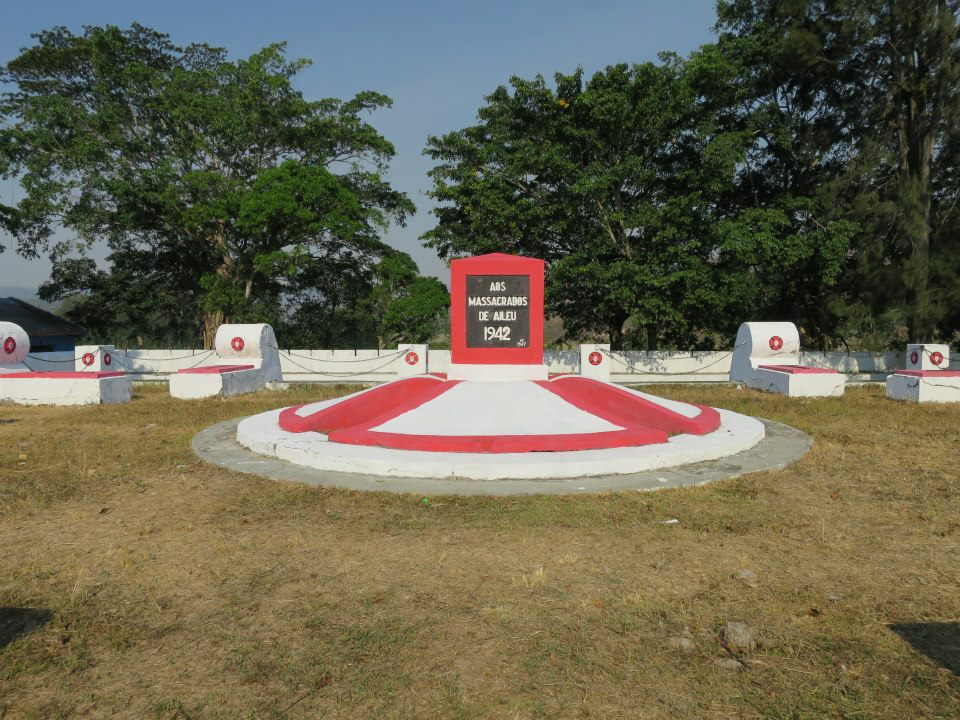
Gedenkstätte für das Massaker in Aileu 1942

Während in Portugiesisch-Timor die einheimische Bevölkerung in Unterstützer für Japan und Unterstützer für Australien und Portugal tief gespalten war, beklagten australische Quellen, in Westtimor seien die Alliierten nicht unterstützt und sogar verraten worden. Dies scheint mit ein Grund für den alliierten Rückzug aus dem Westteil der Insel gewesen zu sein. Im Westen wurden die Japaner oft als Befreier von der holländischen Kolonialherrschaft empfangen. Viele malaiische Soldaten der niederländischen Kolonialarmee desertierten und viele von ihnen kollaborierten später mit den Japanern. Nach Angaben der 48. japanischen Division arbeiteten 3000 Javaner und Ambonesen auf Timor für die Japaner, wenn auch nicht alle freiwillig. Bereits vor Eintreffen der japanischen Truppen begannen einige Westtimoresen Symbole der kolonialen Fremdherrschaft anzugreifen. So in Atambua, wo Einheimische die Kirchen und chinesische Händler ausraubten.
Mancher Herrscher wechselte auch geschickt zwischen den Seiten. Hendrik Arnold Koroh, Raja vom westtimoresischen Amarasi, informierte zum Beispiel am 20. Februar 1942 einen niederländischen Offizier über die Landung der japanischen Truppen in Batulesa. Danach begrüßte Koroh die Japaner und erzählte einem japanischen Kriegsreporter, er habe den malaiischen Sendungen von Radio Tokio zugehört und sich entschieden, die Japaner zu unterstützen. Koroh gab den Japanern strategische Informationen und ließ sie zum Standort der australischen Truppen in Desau führen, 40 Kilometer östlich von Kupang. Als die Japaner ihm dankten, forderte Koroh sie auf, jeden einzelnen Mann in der niederländisch-australischen Basis auszulöschen.
Die Anwerbung von Portugiesen und Timoresen auf Seiten der Alliierten sahen die Japaner ab August 1942 als Legitimation, auch in Portugiesisch-Timor Timoresen für den Krieg zu rekrutieren, ungeachtet diplomatischer Proteste oder der portugiesischen Souveränität.

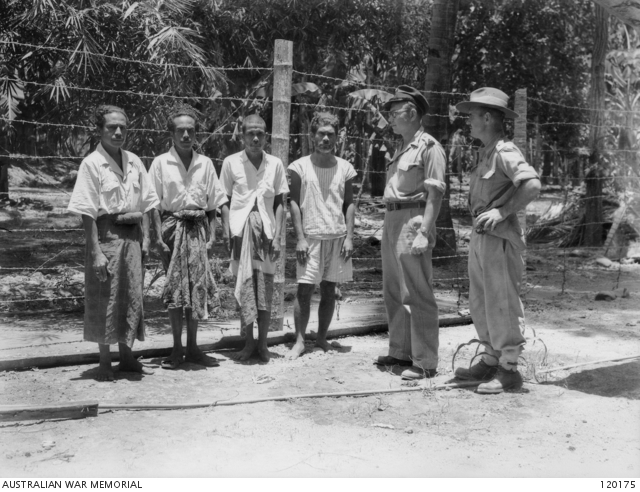
Vier timoresische Kollaborateure bei Kupang nach dem Krieg. Rechts ein niederländischer Beamter und ein australischer Offizier

Zur Mobilisierung der Timoresen schufen die Japaner zwei Gruppen. Zum einen von der japanischen Marine, die Organisation Ōtori, die Kiyokoku Shigetoshi schuf, um geheimdienstliche Operationen in Niederländisch-Indien durchzuführen. Die meisten Mitglieder waren Universitätsstudenten, die aus dem Umfeld Kiyokokus ausgewählt wurden. 20 der Ōtori kamen im Februar 1942 nach Niederländisch-Timor. Ab März rekrutierte man Timoresen von Atambua aus im niederländischen Territorium, ab Mitte des Jahres auch in Portugiesisch-Timor. Im Juni hatte die Gruppe 45 Mitglieder: Japaner, Araber, japanische Kreolen und Timoresen. Sie beobachteten alliierte Bewegungen, warben Timoresen an sammelten Informationen. Außerdem schickten sie zwei bis drei Mitglieder in jede Stadt, um japanische Schulen zu bauen, wo timoresische Kinder pro-japanisch erzogen werden sollten. So gab es in Atambua 100 und in Niki-Niki 150 Schüler. Nach Ankunft von Yasube arbeiteten die Ōtori mit der Armee und ihrer Gruppe, den Tomi, auch in Portugiesisch-Timor zusammen. Die Tomi waren Leutnant Seji Tomiki und der Yasube-Division unterstellt. Den Kern bildeten Absolventen der Nakano-Armeeschule, wo Offiziere für militärische Geheimdienstoperationen ausgebildet wurden. Oberstleutnant Imamura wies Tomiki an, „Einheimische mit den Mitteln der Einheimischen zu bekämpfen“. Entsprechend übernahmen Tomi und Ōtori bei ihrer Arbeit die lokalen Gepflogenheiten. Man trug die einheimische Kleidung, ass dasselbe Essen, lebte in den timoresischen Hütten und schaffte es sogar Malaiisch oder timoresische Sprachen zu erlernen. Wenn die Agenten in die Dörfer kamen, übergaben sie den lokalen Autoritäten Alkohol, Salz, Lebensmitteldosen und bedruckte Stoffe. Die Japaner richteten Feste und Zeremonien aus und bewegten so timoresische Führer zur Zusammenarbeit. Seiji Tomiki hielt vor den Anwesenden Reden, sprach vom gemeinsamen Aussehen und den Verbrechen der Kolonialherren. Er erklärte, die Japaner seien zur Befreiung der Timoresen gekommen. Tomiki nutzte alte Wunden, die zuvor durch die von den Portugiesen 1912 niedergeschlagene Rebellion von Manufahi entstanden waren. Wo die Japaner auf Feindlichkeiten stießen, wandten sie auch Druck an, um Unterstützung zu erhalten. Die japanischen Berichte schweigen darüber, welche Form dieser Druck hatte. Vor allem das Sprechen der lokalen Sprachen und das Essen der timoresischen Speisen, zeigten sich als effektive Mittel zum Vertrauensaufbau. Niederländer und Portugiesen mieden das Essen der Einheimischen. Dom Joaquim da Costa Guterres von Ossu de Cima erklärte bei einem gemeinsamen Fest mit Ōtori-Agenten:

„Die Timoresen standen 300 Jahre unter der Herrschaft des Weißen Mannes. Sie haben nie am selben Tisch mit uns gegessen. Die Japaner tun das nun. Die Japaner nennen uns „Freunde“. Ich habe nun entschieden, mich für die Sache der Japaner zu opfern. Auch meine Kinder. Die Japaner werden uns reicher machen und unser Leben verbessern. Wir müssen den Japanern helfen, den Krieg so schnell, wie möglich, zu gewinnen.“

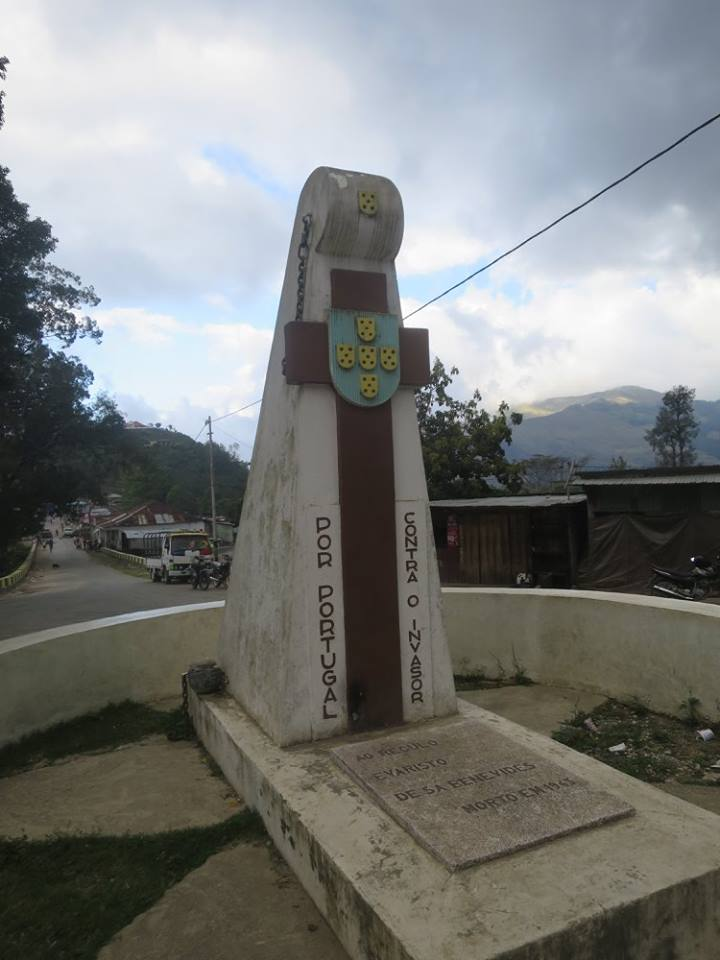
Denkmal für den Herrscher Evaristo de Sá Benevides, Maubisse

Hatten sich timoresische Herrscher für die Seite der Japaner entschieden, wiesen sie ihre Untertanen an, den Invasoren zu Dienste zu sein. Von Japan bewaffnet, griffen sie Dörfer anti-japanischer Timoresen und die australische Guerilla an. Von den Portugiesen wurden die japanischen Hilfstruppen Colunas Negras (die schwarzen Säulen) genannt, beziehungsweise wurde der Begriff auf alle timoresischen Kollaborateure ausgedehnt, die feindlich gegenüber den Portugiesen eingestellt waren. Aus japanischer Sicht gab es nur eine Handvoll von ihnen ausgebildete timoresische Soldaten, die unter ihrem Befehl standen und heihō genannt wurden. Sie terrorisierten die Zivilbevölkerung bis zum Ende der japanischen Besatzung und versorgten die Japaner auch mit Informationen über alliierte Truppenbewegungen. Seji Tomiki beklagte zu Beginn, dass die timoresischen Einheiten immer einen unkontrollierbaren Faktor darstellten. Es kam immer wieder vor, dass timoresische Agenten einen japanischen Angriff auf ein Dorf empfahlen, bei dem es sich bei Prüfung vor Ort herausstellte, dass es keinen Kontakt zu Alliierten hatte, sondern nur traditionell verfeindet mit dem Dorf der Informanten war. Tomiki erlebte auch, dass in Regionen, wo die Japaner noch nicht eingedrungen waren, die Colunas Negras bereits massakriert, vergewaltigt und geplündert hatten. Die Köpfe der Opfer hängten sie an Bäume. Unter den Portugiesen wurden vor allem jene Opfer der Timoresen, die sich gegenüber ihnen und ihren Traditionen ungebührlich verhalten oder an der Niederschlagung der Rebellion von 1912 beteiligt waren. Von japanischer Seite aus gibt es keine Angaben über die Zahl der Colunas Negras, portugiesische Berichte schätzen sie im August 1942 auf 300 bis 700 Männer. Bis November 1942 soll die Zahl auf mehrere Tausend angestiegen gewesen sein, darunter auch so prominente Timoresen, wie die Herrscherfamilie von Deribate.
Im Juli 1942 gab es erste laut portugiesischen Quellen erste „japanisch-inspirierte Rebellionen“ in Turiscai und Hatulia. In Turiscai schlugen 700 portugaltreue Moradores die Rebellion nieder. Ende August kam es zu weiteren Angriffen durch Timoresen auf Portugiesen. Einige Portugiesen und Chinesen wurden dabei getötet, was zu Unruhe unter der portugiesischen Bevölkerung führte. Liurai Faic von Fohorem hatte sich den Japanern in Atambua angedient und versuchte bereits im April 1942 die portugiesische Herrschaft in Fohorem zu eliminieren. Er wurde aber schnell besiegt und floh zurück nach Atambua. Im August überquerte er mit seinen Männern nochmal die Grenze und tötete einen portugiesischen Verwalter. Bei diesem Angriff waren nach portugiesischen Angaben auch japanische Kräfte beteiligt. Laut den portugiesischen Aufzeichnungen seien mehrmals drei barfüßige Japaner und Colunas Negras aus Atambua in dem Zeitraum in Dili und in der Grenzregion zu Westtimor aufgetaucht. Ōtori- und Tomi-Chroniken geben an, dass sie erst im September ihre Operationen in Dili begannen. Japan schob die Vorfälle auf eine „Gruppe Westtimoresen“, die für die Japaner kämpfen und sich im Osten neu ansiedeln wollten. Sie seien aufgrund vorhergegangener Misshandlungen gegen die Portugiesen vorgegangen. Vielmehr wurde der Angriff auf Aileu (damals Vila General Carmona) am 31. August 1942 aber von den Colunas Negras ausgeführt. Er forderte den Tod von fünf portugiesischen Soldaten, und vier weiteren Portugiesen, Beamten und Missionaren. Die japanischen Streitkräfte waren in diesen Vorfällen nach Quellen des Heeres nicht direkt involviert. Die Aufzeichnungen der Marine sind aber weitgehend verloren, so dass man über die Beteiligung der Ōtori in dieser Zeit nur Vermutungen angestellt werden können.

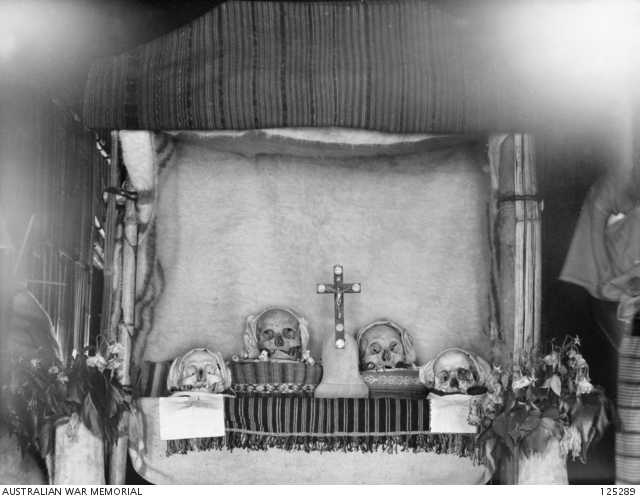
Die Schädel von Dom Aleixo und seiner drei Söhne in der Grabstätte der Familie (1946)

Auch innertimoresische Rivalitäten nutzten die Japaner zu ihrem Vorteil. Ihre Streitkräfte beschützten pro-japanische Gruppen und bestraften anti-japanische hart. Am 11. August 1942 kam es zur Rebellion von Maubisse, in der die dort ansässige nichtchristliche Bevölkerung sich gegen die Portugiesen und christianisierten pro-portugiesischen Timoresen von Ainaro und Same, und hier gegen Dom Aleixo Corte-Real, Liurai von Soro, wandte. Unter anderem wurde ein portugiesischer Beamter ermordet. Dom Aleixo war der Neffe von Nai-Cau, dem Verräter-Liurai, der während der Manufahi-Rebellion auf der Seite Portugals gestanden hatte. Ein Krieg im Krieg brach aus. Dom Aleixo führte mit seinen Söhnen und Anhängern seinerseits eine große Revolte gegen die Japaner an. Die pro-japanischen Rebellen wurden auseinandergetrieben. Schließlich wurde Dom Aleixo jedoch im Mai 1943 von den Colunas Negras und regulären japanischen Truppen eingekesselt und, als die Munition zu Ende war, gefangen genommen. Er und, nach portugiesischen Angaben, seine Familie wurden von den Japanern getötet. Nach dem Krieg wurde Dom Aleixo in Portugiesisch-Timor zum Portugal treu dienenden Volkshelden hochstilisiert. Weitere Opfer der Japaner unter den Liurais waren Evaristo de Sá Benevides von Maubisse (1943) und Carlos Borromeu Duarte von Alas (1945).
Im Oktober 1942 rebellierten, unterstützt von den Japanern, 8000 Timoresen im Raum von Aileu und weitere 4000 im Grenzgebiet gegen die Portugiesen, für die sich die Lage immer mehr verschlechterte. Die japanische Streitmacht hielt sich weitgehend aus den Kämpfen heraus und versuchte stattdessen, die australischen Guerilla zu vernichten. In dieser Zeit erhielten die Colunas Negras Zuwachs von Timoresen aus den portugiesischen Dili, Aileu, Manufahi, Ossu und Lautém, die die Australier immer mehr einengten. Ende des Jahres wurden in Viqueque und Baucau die Alliierten von Colunas Negras aus Lautém attackiert und im Januar 1943 griffen Japaner und tausende Kollaborateure die Australier im Südosten Timors an, was auch zum Ende der Guerillaaktion im Februar und zu zahlreichen Opfern unter den Timoresen auf beiden Seiten führte.
1945 gab es Bestrebungen der Japaner, die beiden Inselhälften zu vereinigen, wofür der Agent Tōru Maeda ein Treffen zwischen Joaquim da Costa Guterres, dem Herrscher von Ossu, dem Clan von Nai-Buti aus Atambua und anderen timoresischen Adligen im Juni 1945 organisierte. Konkrete Folgen hatte diese Zusammenarbeit aber nicht.

## Nach Australien evakuierte Zivilisten

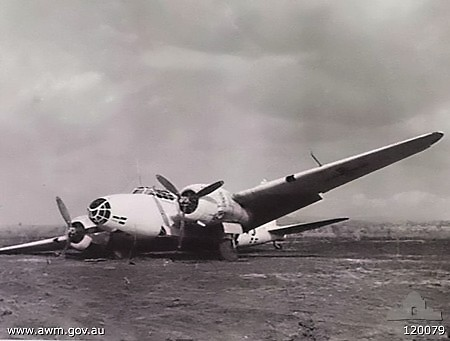
Bei der Landung beschädigter Bomber General Yamadas, mit dem er zur Unterzeichnung der Kapitulationsurkunde angereist war

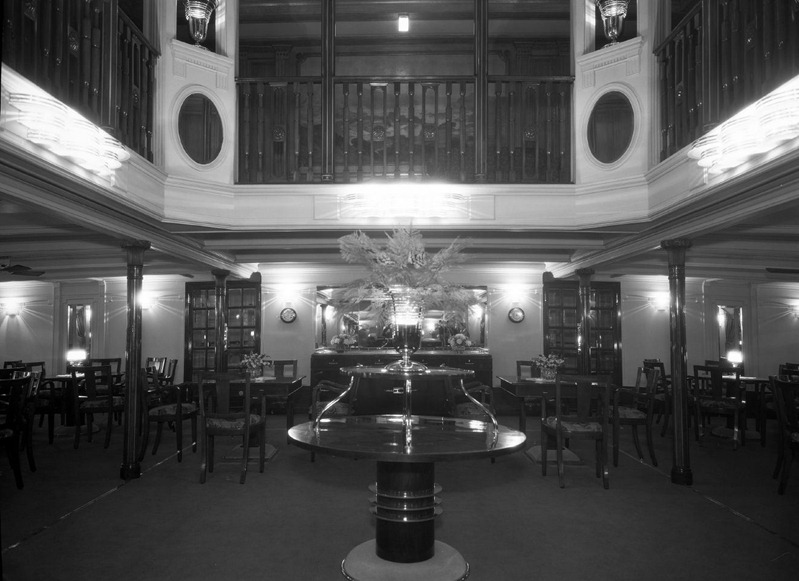
An Bord der Angola

Etwa 600 Zivilisten, darunter viele Deportados, die aktiv die Alliierten unterstützt hatten, wurden Ende 1942/Anfang 1943 nach Australien evakuiert. Teilweise waren auch ihre Familien mit dabei. Die meisten Evakuierten wurden im ehemaligen Militärcamp Bobs Farm, nahe Newcastle untergebracht. Darunter zum Beispiel Francisco Horta, Vater des späteren Friedensnobelpreisträgers José Ramos-Horta. Selbst offizielle, australische Quellen bezeichnen die Lebensbedingungen dort als hart. Die Internierten wurden aufgeteilt in Europäer aus Portugal, Priester und Nonnen und Timoresen, zusammen mit auf Timor geborenen Europäern und Personen gemischter Herkunft. Einige Deportados fanden in Newcastle einen Job und nahmen Kontakt auf mit Gewerkschaften und linken, politischen Kreisen, inklusive der Communist Party of Australia. Im Februar 1943 berichtete die Lagerleitung, dass fünf Bewohner die Arbeit verweigerten und für Unruhe sorgten, drei davon bekannte Anarchisten. Am 27. April kam es im Lager zu Tumulten. Im Eßsaal kam es zum Streit zwischen den verschiedenen politischen Gruppen unter den Evakuierten. Die Deportados bewaffneten sich mit Messern. Der Priester Jaime Garcia Goulart forderte die Lagerleitung auf die Deportados zu entfernen. Stattdessen wurden aber die Geistlichen verlegt, die Deportados blieben auf Bobs Farm.
Im Sommer 1943 wurden die Internierten aufgeteilt. 170 von ihnen wurden nach Armidale und Marysville geschickt, um dort zu arbeiten. Einige kehrten in August/September zurück. Am 14. September riefen Anarchisten zu einer Kundgebung auf. Daraufhin wurden die beiden Rädelsführer von der Lagerleitung nach Newcastle verlegt, wo sie im Haus der Heilsarmee arbeiten mussten. Am 23. September wurden die zwei und zwölf weitere Deportados in das Liverpool Camp in Sydney verlegt. Dort mussten sie die roten Jacken Kriegsgefangener tragen. Später kamen weitere Gruppen dazu. Im Januar und Februar 1944 traten 27 Insassen des Liverpool Camps zweimal in einen Hungerstreik, um ihre Freilassung zu erwirken. Daraufhin wurden einige von ihnen auf die Minimba Farm bei Singleton verlegt, zwölf weitere in das Internierungscamp von Tatura. Im April wurden sie wieder mit ihren Familien vereinigt und im August die Insassen von Tartura nach Minimba gebracht. Die Evakuierten von Bobs Farm wurden Anfang 1944 nach Narrabri West gebracht, ebenso die Bewohner von Minimba im Mai 1945. Nach Kriegsende kehrten am 27. November 562 Evakuierte an Bord der Angola von Newcastle nach Dili zurück.

## Kriegsende

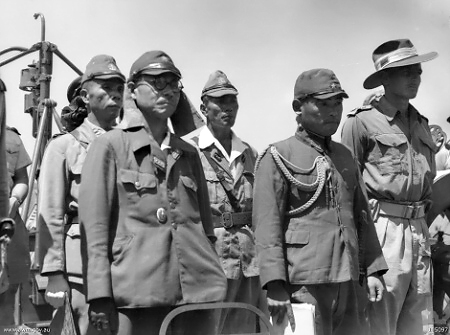
Der japanische Befehlshaber Oberst Kaida Tatsuichi und sein Stabschef Major Muiosu Shijo kurz vor der Unterzeichnung der Kapitulationsurkunde an Bord der HMAS Moresby

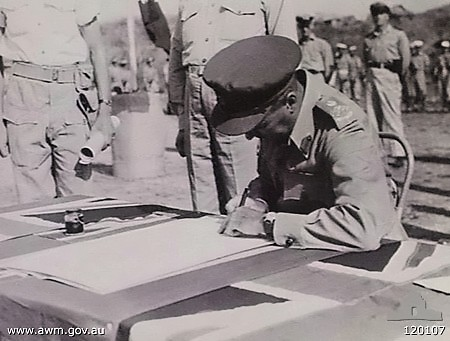
Brigadegeneral Dyke unterzeichnet die Kapitulationserklärung der Japaner in Kupang

Japan befürchtete, dass im Falle eines Verlustes von Timor die Alliierten die Insel strategisch nutzen könnten. Spekulationen wurden betrieben, dass die Alliierten nach einem japanischen Abzug die Kolonie nicht mehr an Portugal zurückgeben würden. Doch erst kurz vor der Kapitulation begann Japan die Souveränität Portugals über seine Kolonie wiederherzustellen, um alliierte Vorteile zu verhindern. Anfang 1945 wurde Portugal mitgeteilt, Japan werde in den südlichen Gebieten zunächst das Hinterland räumen. Frontgebiete wie Timor würden erst zuletzt aufgegeben. Dieses rationale Vorgehen führte aber gleichzeitig zu äußerst schwierigen Operationen.
Am 16. Mai 1945 stimmte Japans Premierminister Suzuki Kantarō Verhandlungen mit Portugal über die Wege eines Rückzugs aus Portugiesisch-Timor zu. Die Bedingungen waren, dass Portugal neutral bleiben, die Kolonie nicht erneut durch die Alliierten besetzt werden und Portugal für die Sicherheit der sich zurückziehenden japanischen Soldaten garantieren solle. Am 28. Mai meldeten die japanischen Diplomaten nach Tokio, dass Salazar beabsichtige, neutral zu bleiben, und beide Parteien vereinbarten, dass der japanische Rückzug nicht vor dem Eintreffen portugiesischer Streitkräfte auf Timor stattfinden werde. Zwar befürchtete Kantarō, dass es dabei zu Auseinandersetzungen zwischen japanischen und portugiesischen Soldaten kommen könne, doch Japan hoffte, dass ein portugiesisches Kontingent die Gefahr einer alliierten Invasion abwenden könne.

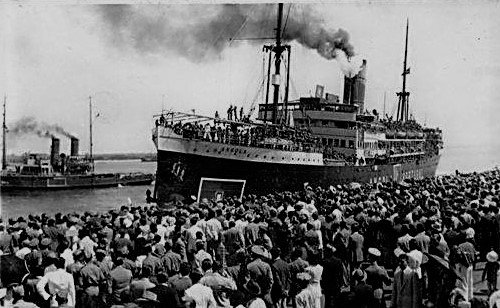
Abfahrt der Angola aus Mosambik mit Truppen für Timor (1. Sept. 1945)

Am 6. und 9. August wurden die Atombomben auf Hiroshima und Nagasaki abgeworfen. Am 15. August folgte die Bekanntgabe der Kapitulation Japans. Am selben Tag teilte Tokio seinen Diplomaten in Lissabon mit, dass Japan nun die Kontrolle über Portugiesisch-Timor an Portugal zurückgeben wolle. Am 1. September trafen sich japanische Vertreter mit Gouverneur Ferreira de Carvalho, um ein Ende der Feindseligkeiten zu vereinbaren. Am 5. September, drei Tage nach der Kapitulationszeremonie auf dem Schlachtschiff Missouri, erklärte Japan offiziell die Rückgabe der Kolonie. Ferreira de Carvalho erhielt die Befehlsgewalt über ein bewaffnetes japanisches Kontingent, um die Ordnung weiter aufrechtzuerhalten. Die Waffen der japanischen Soldaten wurden an Portugal übergeben. Die Weitergabe der Waffen an die Alliierten sollte nicht in Tokio, sondern in Lissabon verhandelt werden. Das japanische Militär- und Zivilpersonal sollte in Sammellagern der Vereinten Nationen oder zu Häfen, die die Alliierten auswählten, gebracht werden. Die Telegrafenverbindung von Lissabon nach Dili wurde am 12. September wiederhergestellt.

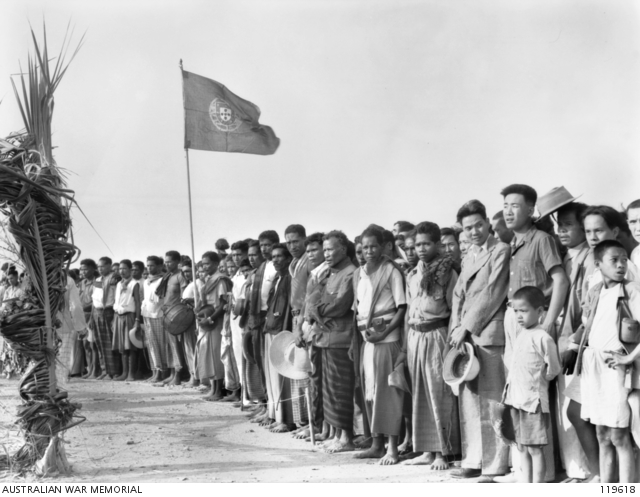
Willkommensfeier für die Alliierten in Dili (24. September 1945)

Portugal forderte von den Alliierten aufgrund der vorangegangenen Besetzung Portugiesisch-Timors durch Australier und Holländer, dass sie die Kriegsschäden beseitigen sollten. Die Alliierten und vor allem Australien wichen indes der Frage der Rückgabe der Souveränität aus. Die USA nutzten angeblich die Timorfrage als Druckmittel bei den Verhandlungen über die Erhaltung amerikanischer Stützpunkte auf den Azoren. Obwohl sie über die Machtübergabe am 10. September informiert wurden, erklärten sie Timor erneut zum von Japan besetzten Gebiet, bevor das portugiesische Kontingent eintraf. Australien bot Portugal eine Entsendung australischer Truppen nach Osttimor an, doch Lissabon lehnte das Angebot bereits zwei Tage später ab. Nur unter massivem Druck ließ Ferreira de Carvalho zu, dass eine australische Militärmission, unterstützt von einem portugiesischen Beamten, die Kapitulationsbedingungen mit den Japanern aushandelte. Es schien, als ob Portugals angebliches Entgegenkommen bei japanischen Forderungen bestraft werden sollte. Streit entbrannte, wer die Kapitulationserklärung der Japaner auf Timor entgegennehmen solle. Waren ursprünglich zwei Zeremonien – jeweils in Dili und Kupang – geplant, forderte Australien nun eine einzige Zeremonie, in der die Erklärung nur an einen australischen Vertreter übergeben werden sollte. Dies sollte demonstrieren, dass nur die Australier den Japanern Widerstand geleistet und die Portugiesen – die mit ihrer „Neutralität“ den Japanern ermöglicht hatten, Timor zu einer Basis zu machen – keinen Anteil an dem Kriegsende gehabt hätten. Bereits am 28. August verlangte die australische Regierung von Großbritannien, Portugal keine Unterstützung zur Rückerlangung der Kontrolle über Portugiesisch-Timor zu gewähren. Großbritannien lehnte dies – ebenso wie eine zweite Besetzung Timors durch australische Truppen – aufgrund seiner guten Beziehungen zu Portugal ab. Unabhängig davon hätten portugiesische Kriegsschiffe nicht davon abgehalten werden können, von Mosambik oder Ceylon aus in Richtung Timor auszulaufen.

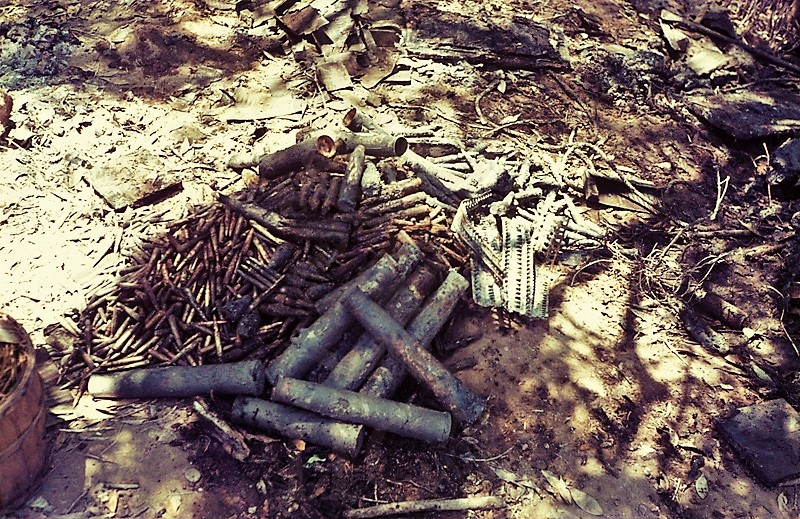
Alte japanische Munition (1966)

Als Auftakt der Kapitulationszeremonien nahm Brigadegeneral Lewis Dyke am 11. September 1945 für Australien die Erklärung der Japaner in Westtimor auf der australischen HMAS Moresby entgegen. Vertreter der Niederlande wurden zu der Zeremonie, sehr zu ihrem Missfallen, nicht zugelassen. Am 19. September stimmte das australische Kabinett einer getrennten Kapitulationszeremonie für Osttimor in Dili zu. Das australische Kontingent verließ daraufhin Kupang in Richtung Dili. Dyke gratulierte am 23. September Ferreira de Carvalho zur Wiederherstellung der portugiesischen Herrschaft. Am 26. September fand dazu die offizielle Zeremonie in Dili statt. Bereits am nächsten Tag trafen die langerwarteten portugiesischen Schiffe Bartolomeu Dias und Gonçalves Zarco in Dili ein. Weitere zwei Tage später erreichten die Angola und andere portugiesische Truppentransporter mit über 2000 Soldaten (Infanterie, Pioniere und Artillerie) die Kolonie. Mit an Bord waren Nahrungsmittel und Baumaterial. Die Ankunft der Schiffe wurde in Dili gefeiert. Anwesend waren die meisten der in der Kolonie verbliebenen Portugiesen, viele Timoresen, die Kommandanten von Baucau (damals Vila Salazar) und Manatuto und loyale Liurai und Dorfchefs. Zu diesem Zeitpunkt befanden sich nur noch 200 japanische Soldaten in der portugiesischen Kolonie. Das Verhalten Australiens gegenüber Portugal und den Niederlanden bei der Abwicklung der Kapitulation Japans wurde allgemein kritisiert.

## Die Folgen des Zweiten Weltkrieges auf Timor

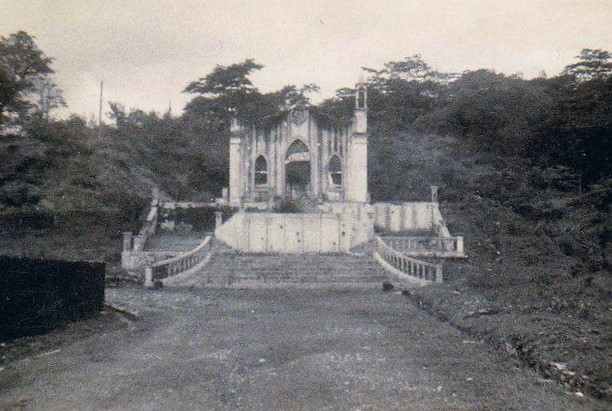
Die Kirche von Ermera nach ihrer Zerstörung im Zweiten Weltkrieg (Okt. 1945)

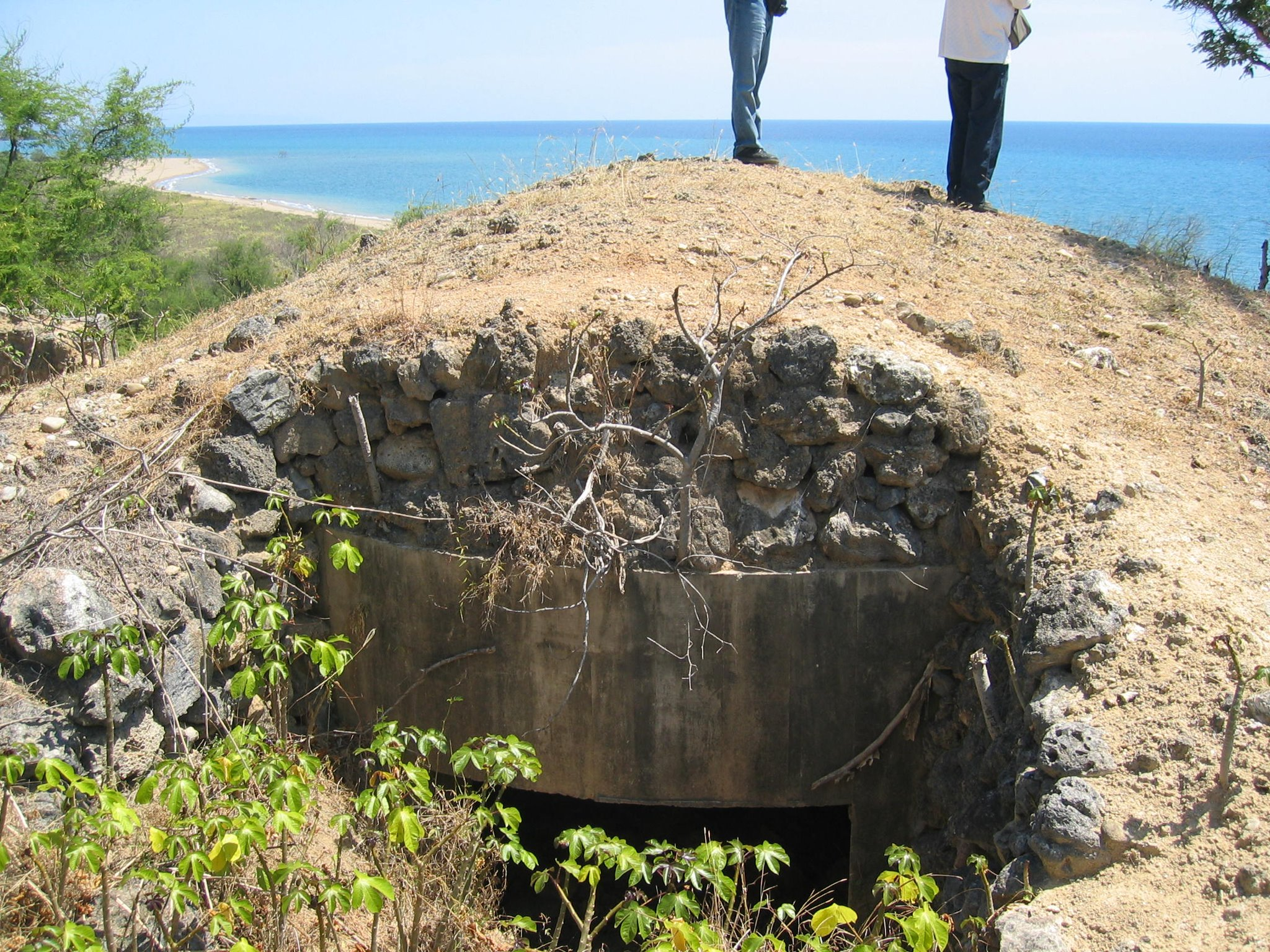
Bunker in Osttimor

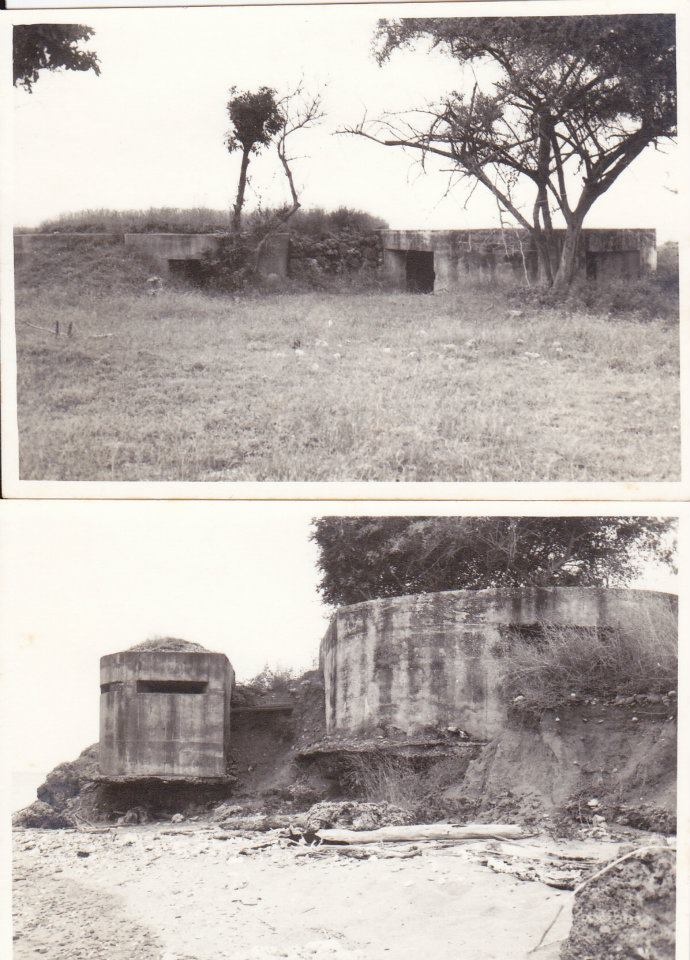
Reste eines japanischen Bunkers in Parlamento (1970)

Den Alliierten war es zusammen mit ihren timoresischen Verbündeten gelungen, eine komplette japanische Division zu binden, so dass sie nicht auf Neuguinea eingesetzt werden konnte. Den Preis dafür bezahlte vor allem die einheimische Bevölkerung. Während die Alliierten etwa 450 Tote zählten und die Japaner vermutlich etwa 2000 Gefallene zu beklagen hatten, verloren im Zweiten Weltkrieg insgesamt zwischen 40.000 und 70.000 Timoresen ihr Leben. Die Bevölkerungszahl Portugiesisch-Timors betrug vor dem Krieg etwa 450.000.
Der Zusammenbruch der Landwirtschaft und der traditionellen Gesellschaftsstrukturen führte zu Hungersnöten und Seuchen. Die Brutalität, mit der japanische Soldaten gegen Unterstützer der Australier vorgingen, ist den Osttimoresen noch immer in Erinnerung. Von Folter, Hinrichtungen, systematischen Vergewaltigungen, Prügelstrafen und Zwangsarbeit durch die Japaner wird berichtet. Nahe Kupang wurde ein Massengrab mit 24 exekutierten Australiern und anderen Alliierten gefunden. Ebenfalls nahe Kupang befand sich das Oesapa-Besar-Lager für Kriegsgefangene, bis es August/September 1942 nach Java verlegt wurde.
Portugiesische Quellen listen die Namen von 75 Portugiesen und ihren Verwandten auf, die durch die Besatzung starben. Die portugiesische Bevölkerung zählte während der Besatzung etwa 600 Personen. Mindestens zehn starben im Gefecht, 37 wurden ermordet, weitere acht starben in Gefangenschaft. Viele der Toten waren ehemalige Deportierte, die meisten aber Beamte der portugiesischen Verwaltung. Zur Erinnerung an die Verbrechen gegen die Portugiesen in Aileu wurde ein Steinmonument errichtet. Auch in Dili erinnert ein Denkmal an die Opfer der japanischen Besatzung. Zwar wurden viele Zeugenaussagen betreffs japanischer Verbrechen gegen Portugiesen, Chinesen und Timoresen gesammelt, aber es kam zu keinen Gerichtsverhandlungen. Die Kriegsverbrechen gegen Chinesen und Timoresen waren aus Sicht der australischen Ermittler von geringerem Interesse. Es waren jedoch gerade die einfachen Timoresen, die am meisten unter japanischen Repressalien und Zwangsarbeit leiden mussten.
Die Besetzung Portugiesisch-Timors durch Alliierte und Japan wird allgemein nur als eine Unterbrechung der kolonialen Herrschaft Portugals angesehen. Für die Westtimoresen bedeutete der Zweite Weltkrieg den Beginn einer Zeitenwende, hin zu Loslösung von den Niederlanden. Mit dem Kriegsende übernahm Portugal 1945 wieder die Kontrolle über seine Kolonie. Während Westtimor mit Indonesien 1949 seine Unabhängigkeit von der Kolonialmacht erhielt, wurde Osttimor 1951 nur der Status eines portugiesischen Überseegebietes zugesprochen. 300 bis 400 Timoresen, die mit Japan kollaboriert hatten, wurden nach dem Kriegsende von den Portugiesen kurze Zeit auf der Insel Atauro interniert. José Ramos-Horta gibt allerdings in seinem Buch an, dass Arnaldo dos Reis Araújo der einzige Timorese gewesen sei, der für Kriegsverbrechen im Zweiten Weltkrieg eine Haftstrafe bekam. Je nach Quelle soll Araújo neun oder 29 Jahre im Gefängnis verbracht haben. Der Katechist war ein Führer der Colunas Negras.
Im August 2009 starteten die katholischen Joseph-Schwestern aus Sydney eine Petition, in der sie die Verleihung des Honorary Companion of the Order of Australia an Osttimor forderten. Begründet wird dies mit der Unterstützung der timoresischen Bevölkerung für australische Soldaten in der Schlacht um Timor während des Zweiten Weltkrieges.

## Filmographie

### Dokumentationen
- Ausschnitt aus dem Film Men of Timor von Damien Parer und Bill Marien, 1942.
- Independent Company, australische Fernsehdokumentation, 1988.

### Spielfilme
- Abandonados, Portugal 2023.[64]

## Belege
- Geoff Browne: Australian Dictionary of Biography, Volume 15. Melbourne University Press, 2000, Leggatt, Sir William Watt (Bill) (1894–1968), S. 77–79 (Online).
- Bernard Callinan: Independent Company: The Australian Army in Portuguese Timor 1941–43. William Heinemann, London 1953, ISBN 0-85859-339-4.
- Archie Campbell: The Double Reds of Timor. John Burridge Military Antiques, Swanbourne, Western Australia 1994, ISBN 0-646-25825-7.
- Ernest Patrick Chamberlain: Forgotten Men: Timorese in Special Operations during World War II, 26. Januar 2010.
- Peter Dennis et al: The Oxford Companion to Australian Military History. Second Auflage. Oxford University Press Australia & New Zealand, Melbourne 2008, ISBN 978-0-19-551784-2.
- Colin Doig: A History of the 2nd Independent Company and 2/2 Commando Squadron. Selbstverlag, Perth, Western Australia 1986, ISBN 0-7316-0668-X.
- Tom Frame, Baker, Kevin: Mutiny! Naval Insurrections in Australia and New Zealand. Allen & Unwin, St. Leonards, New South Wales 2000, ISBN 1-86508-351-8.
- G. Hermon Gill: Royal Australian Navy 1939–1942 (= Australia in the War of 1939–1945. Series 2 – Navy. Band 1). Australian War Memorial, Canberra 1957, OCLC 848228 (Online).
- Mac Grant: Reserve Commandos Inherit a Remarkable Legacy (= Defence Reserves Yearbook 2004–2005). Defence Reserves Support Council, Canberra, Australian Capital Territory 2005, OCLC 223674990, S. 24–30.
- Geoffrey C. Gunn: History of Timor, verfügbar vom Centro de Estudos sobre África, Ásia e América Latina, CEsA der TU-Lissabon (PDF-Datei; 805 kB).
- Peter Henning: Doomed Battalion: The Australian 2/40th Battalion 1940–45. Mateship & Leadership in War & Captivity. Allen and Unwin, St Leonards 1995, ISBN 1-86373-763-4.
- William Bradley Horton: Through the Eyes of Australians: The Timor Area in the Early Postwar Period. In: Ajitaiheiyotokyu. Band 12, 2009, S. 251–277.
- Gordon Rottman: World War II Pacific Island Guide: A Geo-Military Study. Greenwood Press, Westport 2002, ISBN 0-313-31395-4.
- Christopher Shores and Brian Cull with Yasuho Izawa: Bloody Shambles, Volume II: The Defence of Sumatra to the Fall of Burma. Grub Street, London 1993, ISBN 0-948817-67-4
- Kisho Tsuchiya: Indigenization of the Pacific War in Timor Island: A Multi-language Study of its Contexts and Impact, S. 1–22, Journal War & Society, Vol. 38, No. 1, Februar 2018.
- Tony Wheeler: East Timor. Lonely Planet Publications, 2004, ISBN 1-74059-644-7.
- Ken White: Criado: A Story of East Timor. Indra Publishing, Briar Hill 2002, ISBN 0-9578735-4-9.
- Lionel Wigmore: The Japanese Thrust (= Australia in the War of 1939–1945. Series 1 – Army, Volume IV). Australian War Memorial, Canberra 1957, OCLC 53127430 (Online).
- Christopher Wray: Timor 1942. Australian Commandos at War with the Japanese. Hutchinson Australia, Hawthorn, Victoria 1987, ISBN 0-09-157480-3.